# Zerstörung des Kachowka-Staudamms

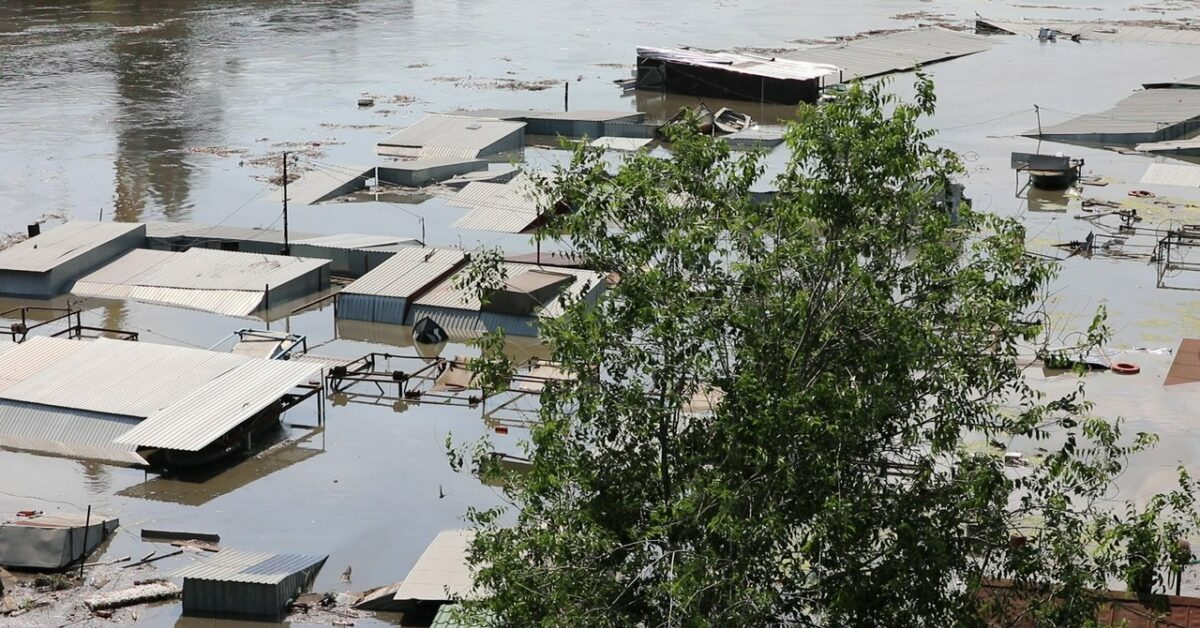
Überschwemmung am linken Ufer des Dnipro

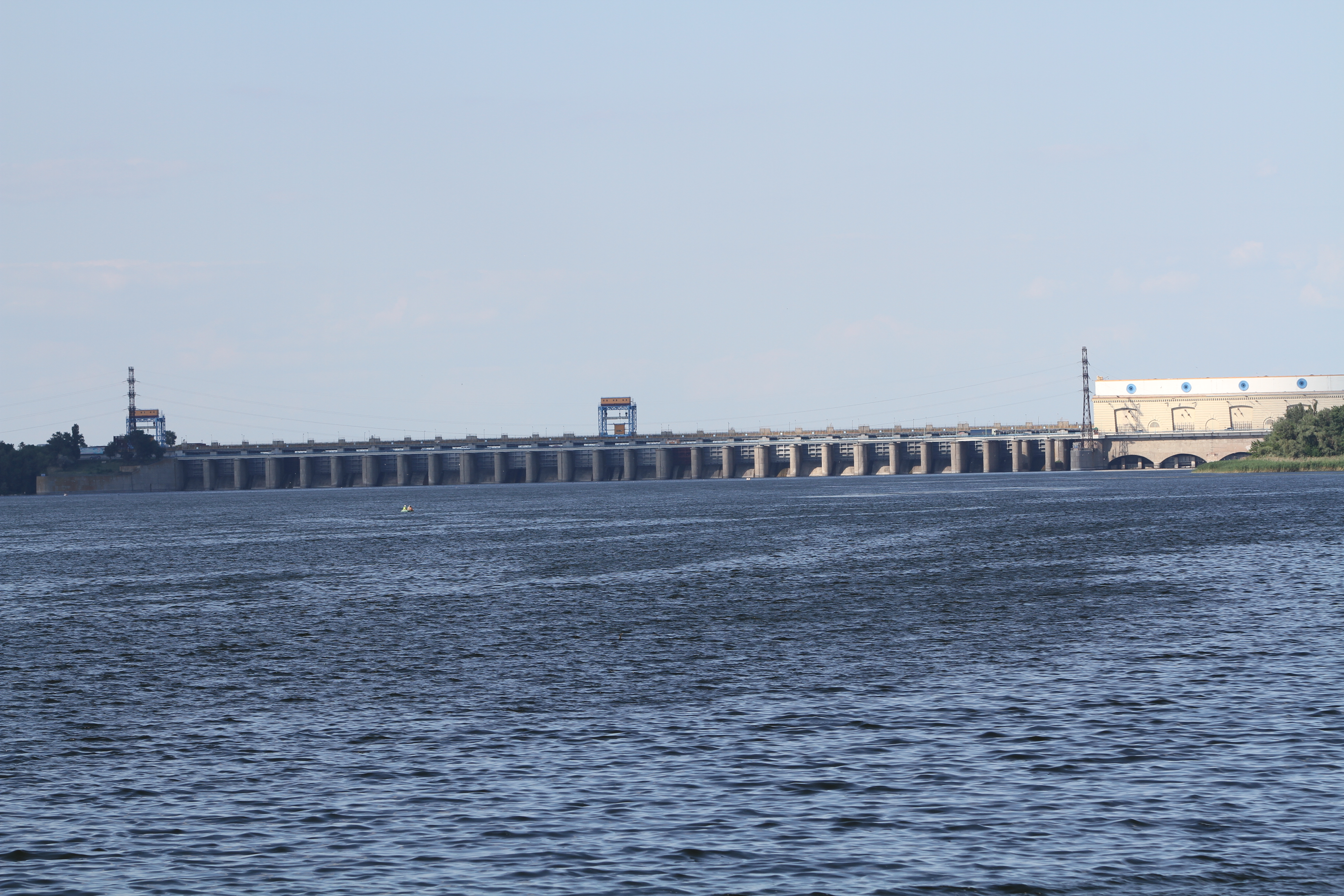
Blick auf den Kachowka-Staudamm mit seinen 28 Schützen und der Turbinenhalle (2012)

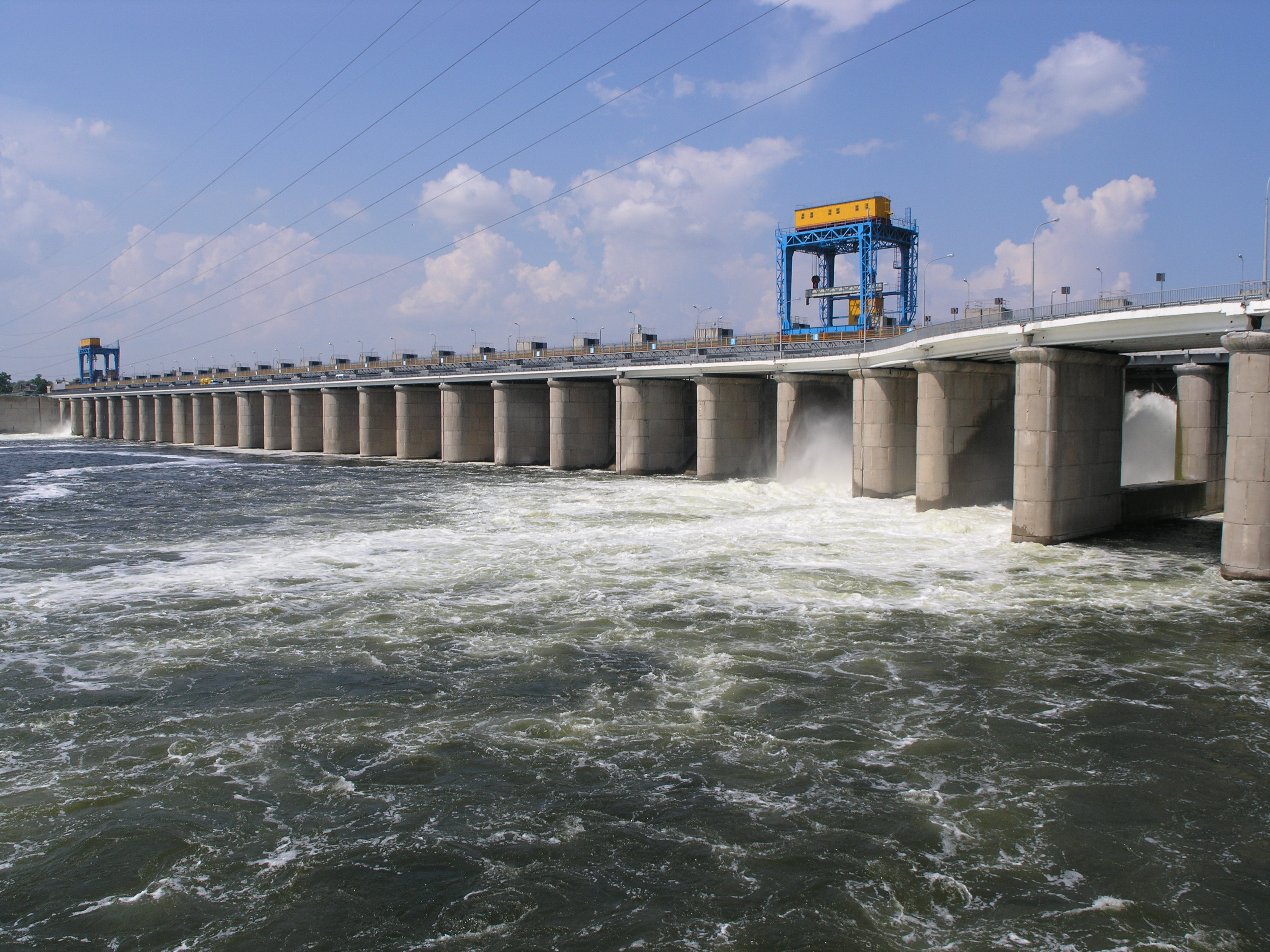
Blick nach Norden auf den Damm mit den beiden Portalkränen (2006)

Die Zerstörung der Kachowka-Stauanlage ereignete sich am 6. Juni 2023 durch eine Explosion im Zuge der russischen Invasion in der Ukraine. Die Stauanlage lag am Fluss Dnipro und bildete den Kachowkaer Stausee im Unterlauf des Flusses, der hier im Wesentlichen nach Südwest fließt. Durch die Zerstörung der Wehranlage kam es zu großflächigen Überschwemmungen flussabwärts.
Zum Zeitpunkt seiner Zerstörung befand sich die Stauanlage – wie auch das linke Ufer – unter russischer Kontrolle; der Pegelstand im regulär 18,2 Milliarden Kubikmeter Wasser fassenden Stausee lag zum Zeitpunkt der Zerstörung nahe seinem historischen Höchststand und 80 cm über dem normalen maximalen Pegel von 16 m. Russland und die Ukraine bezichtigten sich gegenseitig, für die Explosion verantwortlich zu sein, die den Dammbruch und die folgenden Überflutungen bewirkte. Nach wenigen Wochen wies die Fakten- und Indizienlage auf eine Verantwortung der russischen Seite hin. Mindestens 52 Menschen starben im Hochwasser nach dem Dammbruch.

## Verlauf

### Hintergrund
Im Zuge des russischen Rückzugs wurden die drei nordwestlichsten der 28 Teilstücke der über die Mauer geführten Straße und der Eisenbahnstrecke, die Segmente 26 bis 28 (Nummerierung von Südost nach Nordwest aufsteigend, am Krafthaus beginnend), am 11. November 2022 von der russischen Armee zerstört. Ein auf den 2. Januar 2023 datiertes Satellitenbild zeigt, dass nur wenig Wasser über die darunter befindlichen Schütze 26 bis 28 hinwegströmt. Über diesen fehlt auch die Kranbahn, so dass der Wasserdurchfluss dieser drei Schütze nicht mehr reguliert werden kann. Indes sollen die beiden auf der Mauerkrone laufenden Portalkräne, mit denen die Schütze gesenkt und gehoben werden, bei der Sprengung vom 11. November 2022 unbeschädigt geblieben sein. Die Kräne sind auf dem Satellitenbild im südöstlichen Bereich der Staumauer über den Schützen 3 und 8 zu sehen, die zwischen ihnen befindlichen Schütze 5 bis 7 sind maximal nach oben gezogen, unter ihnen fließt in vollem Strom Wasser aus dem Stausee. Auch die Schütze 1 bis 4 lassen Wasser durch, weiterhin ist auch aus den Turbinen ausströmendes Wasser zu sehen. Die Straße über die Staumauer weist auf diesem Satellitenbild im Bereich der Schütze 3 und 4 bereits Beschädigungen auf. Diese Schäden entstanden im August 2022 durch ukrainische Angriffe mit HIMARS-Raketen. Am 1. Januar 2023, also am Vortag dieser Satellitenaufnahme, lag der Stauseepegel bei 15,19 m, am 6. Januar bei 14,96 m. Laut Satellitenbildern war am 2. Juni 2023 ein kleiner Teil der Straße auf dem Damm eingestürzt.
Der 2155 km² große Kachowkaer Stausee fasst regulär 18,2 Mrd. m³ Wasser; der Vollstauspiegel liegt bei 16 m über dem Meer (in Bezug auf den Kronstädter Pegel). Er hatte am 21. Mai 2023 einen historischen Höchstpegelstand von 17,54 m und am Abend des 4. Juni 2023 von 17,26 m. Der vorherige Rekordwert betrug 16,47 m und stammt aus dem Jahr 1969. Der Wasserspiegel war nach einer massiven Absenkung im Winter 2022/23 bis auf einen am 2. Februar 2023 erreichten Tiefstwert von 14,03 m im Verlauf des Frühjahres stark angestiegen und lag zum Zeitpunkt der Zerstörung etwa 1,60 m über dem langjährigen Mittelwert von 15,6 m. Im Januar 2023 zeigten Satellitendaten, dass an der Stauanlage Wasser abfloss, so dass der Wasserspiegel des Sees sank. Im Frühjahr sorgten Schneeschmelze und Regen für einen erhöhten Wasserzufluss. Satellitenbilder von Mitte Mai zeigten, dass Wasser mehrere Schütze überspülte. In der Ukraine gab es daher Spekulationen darüber, dass Russland – das die Ablässe kontrollierte – absichtlich Wasser aufgestaut habe, um die Zerstörung durch die Flutwelle zu maximieren.
Am 30. Mai 2023 verfügte die russische Regierung, dass in den besetzten Gebieten der Ukraine bis zum 1. Januar 2028 keine technischen Untersuchungen zu Unfällen an Wasserbauwerken und Industrieanlagen durchgeführt werden dürfen. Das Dekret wurde vom russischen Ministerpräsidenten Michail Mischustin unterzeichnet und trat am Tag seiner Veröffentlichung in Kraft.
Zufolge eines Berichts des Institute for the Study of War vom 6. Juni, dem Tag der Zerstörung des Staudamms, hätten russische Quellen große und ausdrückliche Besorgnis darüber geäußert, dass die Ukraine sich darauf vorbereiten könne, den Fluss zu überqueren und einen Gegenangriff auf das Ostufer zu starten.

### Bruch der Wehranlage

Vor und nach der Zerstörung

Schematische Darstellung des Querschnitts der Wehranlage, vom rechten Ufer (Nordwesten) gesehen, mit über dem Wasser sichtbaren Schützen zum Öffnen und Schließen der Wehrfelder. Der größte Teil des fast 20 m hohen und an der Basis fast 40 m breiten Wehrkörpers liegt jedoch unter Wasser: Massivbeton, auf dem die Wehrverschlüsse sowie Straße, Kranbahn und Eisenbahnstrecke aufliegen. Entlang der Basis verläuft der Kontrollgang (orange).

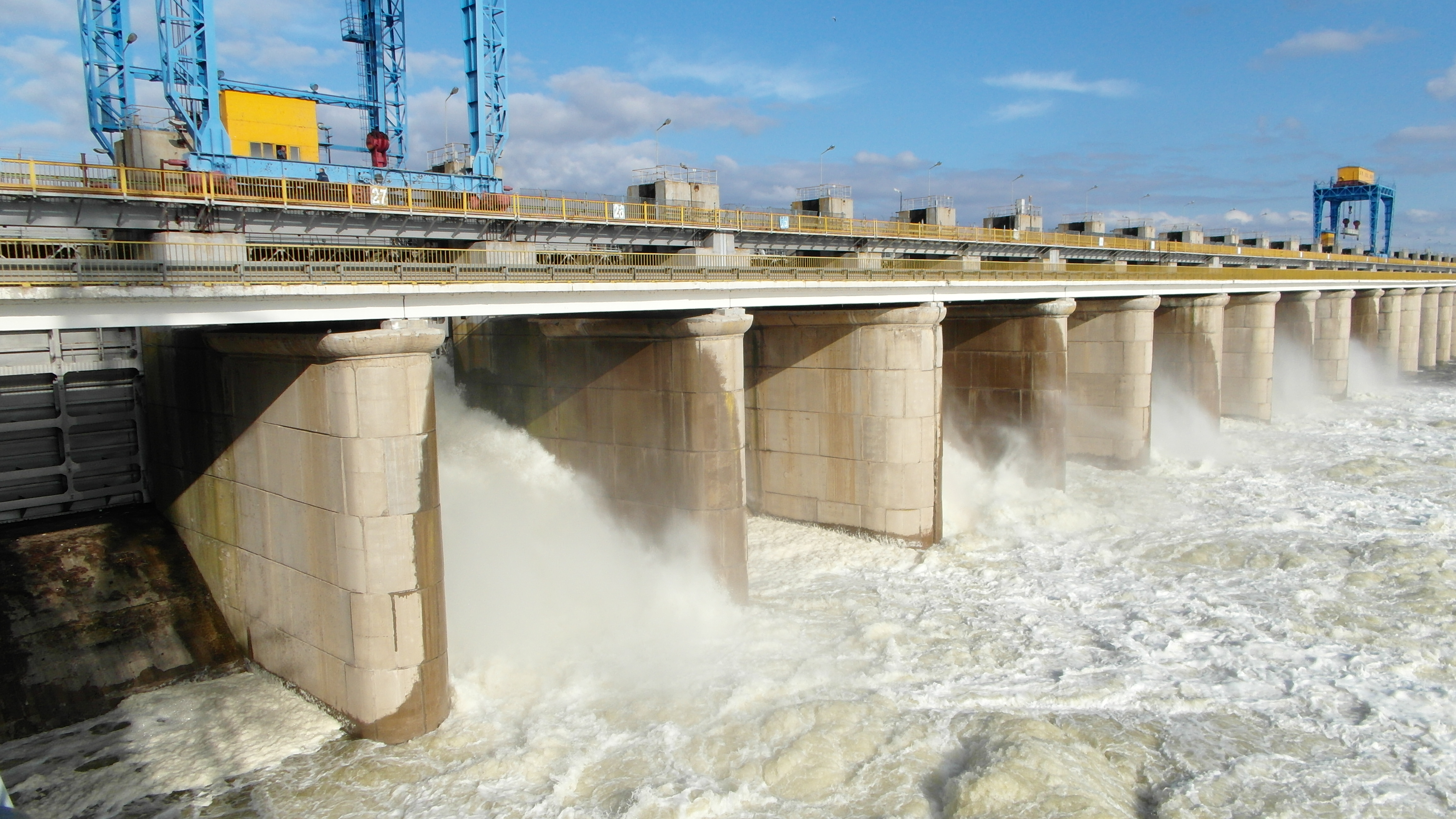
Teil der Wehranlage mit über dem Wasser sichtbarem Schütz (Wehrtafel), das nicht vom Wasserstrahl verdeckt ist (links im Bild), 2013

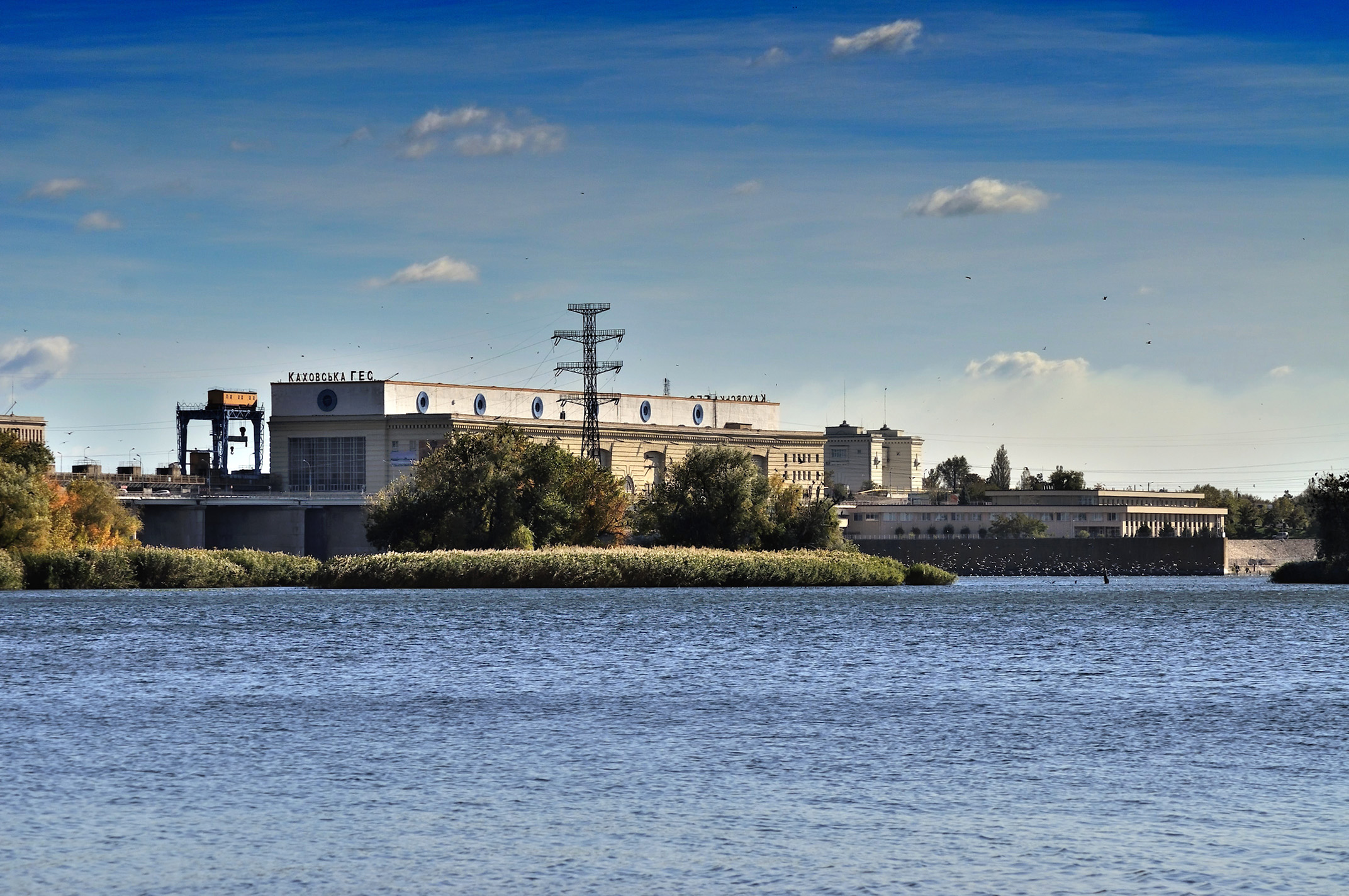
Die Turbinenhalle wurde infolge der Flut zerstört (Bild von 2013)

Seismographen registrierten am 6. Juni um 2:35 Uhr seismische Aktivitäten in der Ukraine. Wenig später, gegen 2:50 Uhr Ortszeit wurde eine Explosion am Wasserkraftwerk Kachowka registriert. Das ukrainische Energieunternehmen Ukrhidroenerho gab an, die Explosion sei auf eine Sprengung des Maschinenraums durch die russischen Streitkräfte zurückzuführen. In der Folge brach der aus Beton bestehende Mittelteil der 30 Meter hohen und 3,2 Kilometer langen Wehranlage, wobei 11 der 28 Schütze zerstört wurden.
Norwegische Seismologen von NORSAR, das seismische Netzwerke in Europa überwacht, registrierten um 2:54 Uhr Ortszeit eine Explosion mit einer Stärke zwischen 1 und 2 auf der Richterskala, was einem Mikro-Erdbeben entspricht. Diese Explosion erfassten sie mit einer etwa 620 km vom Staudamm entfernten Messstation in der Bukowina in Rumänien. Der Ort der Explosion konnte durch diese Aufzeichnungen nur mit einer Ungenauigkeit von 20 bis 30 Kilometern um die Stauanlage bestimmt werden. Nach Einschätzung von Experten wäre es „ein ungewöhnlicher Zufall […], wenn etwas anderes als eine Explosion den Energieimpuls verursacht hätte“. Erschütterungen, die allein durch das Brechen der Wehranlage infolge von Erosion sowie durch das ausströmende Wasser entstehen würden, würden keinesfalls so markant und intensiv wie die von den Seismographen aufgezeichneten Signale sein.
Eine Infrarot-Wärmesignatur, die mit der einer großen Explosion übereinstimmt, wurde kurz vor dem Einsturz von Spionagesatelliten der Vereinigten Staaten an der Stauanlage entdeckt – wovon allerdings bisher keine Aufnahmen veröffentlicht wurden. Nach Angaben des Physikers Richard Cordaro wurde die Explosion auf einem Magnetometer in Bukarest aufgezeichnet.
Laut dem Nachrichtenportal RBK Ukrajina sank der Pegelstand im See nach der Zerstörung der Kachowka-Stauanlage anfangs um 15 Zentimeter pro Stunde. Am 152,5 km von der Stauanlage entfernten Kernkraftwerk Saporischschja sank der dortige, zum Zeitpunkt des Bruchs der Wehranlage 16,8 m anzeigende Pegel am 6. Juni zunächst um 5 cm/Stunde. Die Absinkrate stieg dann dort bis auf 11 cm/Stunde an und ging bis zum 7. Juni 2023 auf 5 bis 7 cm/Stunde zurück. Drohnenaufnahmen zeigen, dass die Wassermassen im Verlauf des Tages immer größere Breschen in die Stauanlage rissen. Es flossen mehr als 30.000 m³ Wasser pro Sekunde durch die geborstene Wehranlage ab. Zum 9. Juni, 19:00 Ortszeit meldete die IAEA einen Rückgang des Pegelstandes am KKW Saporischschja um 5 cm/Stunde auf 11,62 m, also insgesamt um mehr als 5 m.
Der ukrainische Rettungsstab meldete am 12. Juni 2023, seit der Zerstörung der Wehranlage seien schon 14,4 km³, also 72 % des Seeinhalts, ausgelaufen. Da der Wasserstand zum Zeitpunkt des Bruchs der Wehranlage 80 cm über dem üblichen Maximalpegel von 16 m lag, enthielt der See deutlich mehr als 18,2 Mrd. m³ Wasser, nach Angaben des Rettungsstabes 20 Mrd. m³.
Nach der Überflutung blieb von der Wehranlage ein Fragment am rechten Ufer übrig. Die Turbinenhalle wurde in zwei Teile geteilt, von denen einer zur Hälfte in Wasser getaucht ist. Das Schleusentor wurde vollständig zerstört.

## Schuldzuweisungen und militärische Auswirkungen
In den Tagen nach dem Dammbruch blieb die Ursache unklar. Die Ukraine und Russland bezichtigen einander gegenseitig, die Stauanlage gezielt zerstört zu haben. Für beide Seiten ergeben sich Vor- und Nachteile in Bezug auf die Kriegsführung; ein größeres Interesse einer Zerstörung wird von westlichen Militärexperten bei Russland verortet.
Die Sprecherin des ukrainischen Operationskommandos Süd, Natalia Humeniuk erklärte, dass die Dammexplosion von russischen Streitkräften durchgeführt worden sei, um die Gegenoffensive der ukrainischen Armee zu verlangsamen. Möglicherweise ist der Damm aber auch durch kriminelle Fahrlässigkeit der russischen Streitkräfte zerstört worden.
Der österreichische Oberst und Militärexperte Markus Reisner vermutete schon am Tag der Zerstörung, dass die russischen Besatzer den Staudamm gesprengt hätten, um so die geplante ukrainische Gegenoffensive zu behindern. Die Anlandung amphibischer Kräfte sei nicht möglich, so Reisner. Der österreichische Generalmajor Bruno Hofbauer sagte am Abend des 9. Juni, infolge des vor allem am linken Ufer unpassierbar gewordenen Geländes habe die russische Seite bei der Verteidigung in den nächsten Monaten Vorteile. „Nachdem der Staudamm ja nicht einfach mit ein paar Kilo Sprengstoff in die Luft zu sprengen ist, sondern das entsprechend üblicherweise von innen gemacht wird, können wir schon davon ausgehen, dass das eher von der russischen Seite aus durchgeführt worden ist.“
Der Damm bestand aus drei Teilen: an der linken und rechten Uferseite je ein aus verdichtetem Boden und Gestein aufgeschütteter Damm und in der Mitte eine Mauer aus massivem Stahlbeton; hier befand sich das Wasserkraftwerk. Beschädigt wurde der zentrale Betonteil, und zwar an zwei Stellen gleichzeitig. Die Mehrheit der Experten hält eine Selbstzerstörung der Betonkonstruktion (z. B. aufgrund einer geschwächten Struktur) für unwahrscheinlich.
Ihor Syrota, der Generaldirektor von Ukrhidroenerho, wies die Möglichkeit, dass ein Beschuss oder ein katastrophales Strukturversagen den Dammbruch verursacht haben könnte, als russische Propaganda zurück: Die Anlage sei so konzipiert worden, dass sie einem Kernwaffenangriff standgehalten hätte. Laut Syrota plante die russische Armee von Anfang an, den Kachowka-Staudamm in eine militärische Anlage umzuwandeln. Die russischen Besatzer hätten beschlossen, noch verbliebene ukrainische Mitarbeiter im September 2022 aus dem Gelände des Kachowka-Staudamms abzuziehen. Es gebe keine Informationen darüber, was im Inneren des Staudamms passiere, da die Russen das ukrainische Personal von dort abgeholt hätten. Laut dem ukrainischen Präsidenten Wolodymyr Selenskyj habe die Zerstörung des Damms keine Auswirkungen auf die Gegenoffensive seines Landes zum Zurückdrängen der russischen Armee. Nach Darstellung Selenskyjs diente die Sprengung des Staudamms dazu, die ukrainische Gegenoffensive auszubremsen.
Die Ukraine machte insbesondere die russische 205. motorisierte Schützenbrigade mit Sitz in Nowa Kachowka für die Sprengung des Staudamms verantwortlich. Der Gouverneur der russisch besetzten Gebiete der Oblast Cherson, Wolodymyr Saldo, sagte, er sehe nach der Zerstörung des Staudamms einen militärischen Vorteil für die eigene Armee: „Aus militärischer Sicht hat sich die operativ-taktische Situation zugunsten der Streitkräfte der Russischen Föderation entwickelt.“
Der Militärhistoriker Sönke Neitzel schätzte die Folgen des Dammbruchs für den weiteren Kriegsverlauf als gering ein.
Laut Mark Mulligan, einem Professor für Physische Geographie am UCL, der sich am 8. Juni in einem BBC-Bericht äußerte, bleibe ein Strukturversagen infolge der Auswirkungen früherer Schäden im Zusammenhang mit dem Krieg eine Möglichkeit. Der damalige sehr hohe Wasserstand im Stausee in Verbindung mit früheren Schäden und in Verbindung mit einem unkontrollierten Wasserfluss könne zu einem katastrophalen Strukturversagen geführt haben. Wie der Konfliktbeobachter Nikita Gerasimov von der Freien Universität Berlin am 11. Juni berichtete, hätten beide Seiten massive Probleme erlitten. Wer auch immer den Staudamm zerstört habe, müsse die Überflutung nicht nur gegnerischer, sondern vor allem auch eigener Positionen hingenommen haben. Auf der russischen Seite bewerteten etwa verschiedene Kriegsreporter und Feldkommandeure die Zerstörung des Staudammes als eine Katastrophe für russische Truppen in der Region. Das niedrigere linke Ufer des Dnipro, das von Russen kontrolliert wird, sei am meisten von den Fluten heimgesucht worden. Die Ukrainer hingegen mussten die von ihnen gehaltenen Inseln im Unterlauf des Dnipro aufgrund der Flut verlassen. Gute Positionen auf den Inseln, über die sie ihre Landungsoperationen planten, seien damit verloren gegangen. „Die lang erwartete ukrainische Gegenoffensive hätte somit einen ihrer wichtigsten Frontabschnitte verloren.“
Ein Bericht der New York Times vom 16. Juni 2023 deutet darauf hin, „dass der Damm durch eine Explosion lahmgelegt wurde, die von der Seite ausgelöst wurde, die ihn kontrolliert: Russland“. Die Zeitung beruft sich auf Video- und Fotoaufnahmen, Infrarot-Satellitenbilder und seismische Messungen sowie Aussagen von Ingenieuren und Sprengstoffexperten. Laut diesen könne zwar nur eine vollständige Untersuchung des Damms ergeben, welche genaue Abfolge von Ereignissen zur Zerstörung geführt habe. Bereits ohne die Möglichkeit einer Inspektion vor Ort sei jedoch relativ klar, dass Explosionen innerhalb des Kraftwerkgebäudes und eines Wartungs- und Kontrollstollens im Innern des massiven Wehrkörpers der Staumauer für die Zerstörung ursächlich gewesen seien. Hingegen wurden zuvor geäußerte Thesen, wonach mögliche Gründe auch bei eventuellen schleichend vorangeschrittenen Vorschäden oder Mängeln bei Planung und Bau in den 1950er Jahren zu suchen seien, anhand der vorliegenden Fakten- und Indizienlage als unrealistisch dargestellt. Da der Damm zu Sowjetzeiten gebaut wurde, verfüge Russland über technische Zeichnungen des Bauwerks und wisse über seine am stärksten gefährdeten Stellen Bescheid; das Fundament des Damms sei so konzipiert gewesen, dass es fast jedem äußeren Einfluss hätte standhalten können. Branchenexperten meinen zudem, dass die Schüttdämme im Falle eines überhöhten Wasserstandes und einer Überflutung erosionsgefährdeter als der aus Beton bestehende Mittelabschnitt des Absperrbauwerks seien. Dass ausgerechnet der gegen Erosion widerstandsfähigste Teil des Damms geborsten ist, deute auf eine mutwillige Zerstörung hin.
In dem Bericht der New York Times wird zudem Ihor Strelets zitiert, der von 2005 bis 2018 als stellvertretender Leiter der Wasserressourcen des Dnipro fungierte; dieser äußerte, dass die riesige Masse des Damms größtenteils unter der Wasseroberfläche verborgen gewesen sei. Es soll sich dabei um einen riesigen Block aus nahezu massivem Beton gehandelt haben, der 20 m hoch und im unteren Teil bis zu 40 m dick war und das Wasser zurückhielt. Daraus sei zu schließen, dass der Staudamm aus der Zeit des Kalten Krieges in der Lage gewesen sei, nahezu jedem Angriff von außen standzuhalten. Nach dem Bruch soll sich herausgestellt haben, dass nicht nur, wie zu früheren Zeitpunkten bereits geschehen, die Schütze zur Regulierung des Wasserstands, sondern auch das Betonfundament (eigentlich: Wehrkörper, Anm.) zerstört worden war. Schon zuvor habe es Schäden an der Straße auf dem Damm und an einigen Schützen gegeben (ein Teil davon sei im August 2022 durch ukrainische Raketen verursacht worden, ein Teil durch sich zurückziehende russische Truppen im November 2022); außerdem sei am 23. April (44 Tage vor der Sprengung des Damms) ein kleiner Teil einer Betonmauer eingestürzt, die den Damm und das Kraftwerk trennte, was ein möglicher Beweis für Erosion in der Nähe des Damms sein könne, aber nicht die Ursache des Dammbruchs sei.
Associated Press veröffentlichte am 18. Juni 2023 zwei Fotos, die von einer ukrainischen Drohne am 28. Mai aufgenommen worden seien und ein mit Sprengstoff beladenes Auto auf dem Kachowka-Staudamm zeigen sollen. Der ukrainische Geheimdienst behauptete, die Russen hätten an Schleusen und Pfeilern explosives Material angebracht und zwei mit Sprengstoff gefüllte Militär-LKW auf dem Damm platziert. Nach Aussage des Wasserbauingenieurs Christopher Binnie von der Universität Exeter weist die Tatsache, dass es zwei Brüche auf beiden Seiten des Bauwerks gab, darauf hin, dass natürliche Ursachen höchst unwahrscheinlich seien. „Wäre der Durchbruch durch einen zu hohen Wasserstand flussaufwärts verursacht worden, gäbe es nur einen.“ Er hält es auch für höchst unwahrscheinlich, dass der Damm durch ukrainischen Beschuss durchbrochen wurde; denn dazu müssten „massiv Sprengstoffe in die Nähe der Fundamente“ gebracht worden sein. Sidharth Kaushal vom Londoner Forschungsinstitut RUSI erklärte, dass die Ukraine über keine einzige Rakete mit einer ausreichenden Sprengkraft verfüge, um den Damm zu zerstören. Auch dass ukrainische Soldaten Tausende Kilogramm Sprengstoff eingeschleust haben könnten, ohne dass die russischen Besatzungstruppen dies bemerkt hätten, sei kaum glaubhaft. (Zum Vergleich: Zur Sprengung der Staumauer des Saporischschjaer Stausees 1941 durch die Rote Armee kamen 20 t Sprengstoff zum Einsatz.) Noch am Tag vor dem Bruch am 6. Juni hatten die Russen eine Feuerstellung im Krafthaus eingerichtet, wo sich nach Angaben der ukrainischen Betreiberagentur Ukrhidroenerho die Explosion ereignete. Der ukrainische Kommandeur Illja Selinskyj bestätigte, dass die Explosion aus dem Bereich des Krafthauses gekommen sei. Investigative Journalisten des osteuropäischen Senders Radio Liberty und des Rechercheprojekts „Slidstvo.info“ behaupteten, russische Soldaten der 205. separaten motorisierten Schützenbrigade hätten den Kachowka-Staudamm gesprengt. Ihre Erkenntnisse sollen aus angeblichen Gesprächsmitschnitten russischer Soldaten innerhalb der Staudamm-Anlage stammen. Nach Angaben der Hauptdirektion für Nachrichtendienste und das Büro des Präsidenten der Ukraine sollen Soldaten der 205. motorisierten Schützenbrigade der Bodentruppen der Russischen Föderation am Wasserkraftwerk Kachowka und in dessen Nähe Stellungen errichtet haben. Ermittler sollen anhand von Filmaufnahmen von russischen Propagandamedien am Staudamm die Identität einiger Soldaten festgestellt haben, obwohl diese ihre Gesichter mit Sturmhauben verbargen. Der Kachowka-Staudamm war sowohl auf der ukrainischen als auch auf der russischen Seite mit Videokameras ausgestattet; es gibt aber keine veröffentlichten Videoaufnahmen der Explosion.
Laut einer Einschätzung des britischen Verteidigungsministeriums hat Russland nach dem Dammbruch Teile seiner Dnipro-Kräftegruppe vom Ostufer des Dnipro abgezogen, um die weiter östlich liegenden Sektoren Saporischschja und Bachmut zu verstärken. Diese Verlegung „spiegelt wahrscheinlich die Einschätzung Russlands wider, dass ein größerer ukrainischer Angriff über den Dnipro nach dem Zusammenbruch des Kachowka-Damms und den daraus resultierenden Überschwemmungen nun weniger wahrscheinlich ist“, schrieb das Ministerium.
Mitte Juli gab es auf der gesamten Länge des ehemaligen Kachowkaer Stausees keine nennenswerten russischen Truppen oder Verteidigungsstellungen, bis auf das Kontingent der russischen Garde (Rosgwardija) im Kernkraftwerk Saporischschja. Der verbliebene Hauptstrom verläuft im einstigen Seebett entlang der russisch kontrollierten Zone, seine Überquerung stellt weiterhin ein Hindernis dar. Eine Großoffensive mit Panzerverbänden durch das freigelegte Seebett erscheint auch aufgrund des sumpfigen Untergrunds und des Mangels an Deckung in dem offenen Gelände eher unwahrscheinlich.

## Auswirkungen und Folgen

### Überschwemmungen, Evakuierungen und Opfer

Satellitenbilder zeigen den Fluss Dnipro bei Cherson am 1. und 9. Juni 2023

Entlang des 85 Kilometer langen Flusslaufs vom Damm bis zur Mündung des Dnipro ins Schwarze Meer wurde nach Angaben der Chersoner Agrar- und Wirtschaftsuniversität voraussichtlich ein Gebiet von 100 Quadratkilometern Fläche überflutet. Am 8. Juni sprachen ukrainische Behörden von 600 Quadratkilometern Fläche, die unter Wasser stünden. Der Hochwasserforscher Daniel Bachmann von der Hochschule Magdeburg-Stendal berechnete, dass von der Flutwelle die Wohnungen von bis zu 60.000 Menschen betroffen seien. Bei knapp einem Drittel davon, nämlich etwa 19.000 Menschen, könnte das Wasser so hoch steigen, dass sie in Lebensgefahr geraten. In der ukrainischen Region Cherson leiteten die ukrainischen Behörden die Evakuierung von rund 17.000 Menschen in einer kritischen Zone ein. Für Gegenden mit insgesamt mehr als 40.000 Einwohnern bestand nach dem Bruch des Kachowka-Staudamms Überflutungsgefahr, erklärte der ukrainische Generalstaatsanwalt Andrij Kostin. Auf der von Russland besetzten linken Seite des Flusses Dnipro sollten weitere 25.000 Anwohner fortgebracht werden. Die Ukrainer berichteten von verwirrten und schockierten russischen Soldaten, die von der Zerstörung des Staudamms ebenso überrascht waren wie alle anderen.
Rettungsdienste teilten der russischen Nachrichtenagentur TASS zufolge bis zum Mittag des 6. Juni mit, dass bereits 600 Häuser überflutet seien. Die am linken Ufer direkt am zerstörten Staudamm liegende Stadt Nowa Kachowka stand den Angaben zufolge – unter Bezug auf den von Russland eingesetzten Bürgermeister – unter Wasser. Der Wasserpegel sei dort um zwölf Meter angestiegen; die russischen Besatzer riefen für Nowa Kachowka den Notstand aus.
Die Ukraine ihrerseits ordnete eine Evakuierung der Bezirke Nowa Kachowka, Hola Prystan und Oleschky an. Insgesamt waren rund 80 Gemeinden von dem Zusammenbruch des Dammes betroffen. Einsatzkräfte des ukrainischen Katastrophenschutzes evakuierten offiziellen Angaben zufolge bis zum Nachmittag des 6. Juni etwa 1300 Menschen aus den Überschwemmungsgebieten am nordwestlichen Ufer des Dnipro. Nach vorläufigen Informationen wurden 13 Siedlungen am rechten Ufer des Flusses überflutet.
Teile der Gebietshauptstadt Cherson wurden großflächig überflutet; ganze Straßenzüge standen teilweise mehr als zwei Meter unter Wasser. Laut Kyiv Post befinden sich das alte Stadtzentrum von Cherson und der überwiegende Teil seiner Industrie aus der Sowjetzeit größtenteils auf einer Anhöhe, doch viele der Häuser und Geschäfte aus dem 19. und frühen 20. Jahrhundert waren am tiefer gelegenen Flussufer errichtet worden. Im am stärksten betroffenen Stadtviertel Korabel stand das Wasser am 7. Juni bis zu 3,5 m hoch; mehr als 1000 Häuser waren überflutet. Der ukrainische Militärgouverneur Oleksandr Prokudin nannte auch explizit den Inselbezirk Ostriw – gemeinsam mit weiteren Ortschaften in der Region. Erste Evakuierungszüge von Cherson nach Mykolajiw fuhren am 6. Juni ab.
Auch Oleschky am südlichen Flussufer des Dnipro war nach Angaben des von Russland eingesetzten Statthalters Andrei Alexejenko am Abend des 6. Juni nahezu vollständig überschwemmt. Er erklärte, eine Evakuierung sei nur unter Einsatz von Spezialgerät möglich.
Die ukrainische Regionalverwaltung von Cherson versuchte die Lage der Notunterkünfte für die Evakuierten in Schulen und Wohnheimen geheim zu halten, aufgrund der Befürchtung, die Zufluchtsorte könnten von der russischen Armee angriffen werden. Freiwillige Helfer kamen in der ersten Woche massenhaft in die überflutete Stadt Cherson.
Der ukrainische Generalstab warf den russischen Besatzern vor, in den besetzten Gebieten nur Personen mit russischen Pässen zu evakuieren. Laut einer russischen Quelle werde Einwohnern ohne russischen Pass, den nur 15–20 % in diesen Gebieten hätten, die Evakuierung aus dem Katastrophengebiet tiefer in das von der russischen Armee kontrollierte Gebiet aufgrund der Gefahr verweigert, dass sich sonst ukrainische „Sabotagegruppen“ einschleichen könnten. Laut ukrainischen Behörden wurde am 11. Juni ein Boot mit 21 Menschen an Bord von der russischen Armee beschossen, das Zivilisten aus dem besetzten Teil des Gebiets Cherson in Sicherheit bringen sollte. Drei Menschen starben, zehn wurden verletzt. Wolodymyr Selenskyj besuchte am 8. Juni die überschwemmten Gebiete im Oblast Cherson, darunter die Stadt Cherson. Er sicherte den Menschen zu, dass alles wieder aufgebaut werde, und versprach Entschädigungen.
Im Fluss Inhulez und im Dnipro-Bug-Liman, dem Mündungsgebiet des Dnipro, wurden Nicht-Cholera-Vibrionen nachgewiesen. Diese und andere Vibrio-Spezies rufen zum Teil Durchfallsymptomatiken hervor (meist weniger schwerwiegend als eine Cholera-Erkrankung). Laut dem im russisch besetzten Gebiet eingesetzten Gouverneur Wolodymyr Saldo wurde die russische Armee damit beauftragt, Häuser nach dem Abpumpen des Wassers zu desinfizieren. Nahrungsmittel und Trinkwasser in Flaschen würden an die Bevölkerung ausgegeben. Vorsorglich seien die Menschen in den betroffenen Gebieten aufgerufen worden, sich gegen Hepatitis impfen zu lassen. Laut ukrainischem Militär hat sich die epidemiologische Situation in den betroffenen Gebieten durch die Verbreitung von Hepatitis A drastisch verschlechtert. Nach Darstellung des ukrainischen Präsidenten Selenskyj hat die russische Armee Spezialgruppen gebildet, die die Opfer nach dem Bruch des Kachowka-Staudamms verschwinden lassen sollen. Wie der Generalstab der ukrainischen Armee am 5. Juli behauptete, sei im besetzten Skadowsk und Henitschesk in der Oblast Cherson eine erhöhte Zahl von Darminfektionen, möglicherweise Cholera, festgestellt worden. Russen und ihre Familien würden „heimlich“ gegen Cholera geimpft. Die WHO äußerte Bedenken hinsichtlich gefährlicher Chemikalien im Wasser und möglicher durch kontaminiertes Wasser übertragener Ausbrüche wie Cholera, Typhus und möglicherweise durch Nagetiere übertragenen Krankheiten. Von Seiten der Ukraine wurden über einhundert zugelassene permanente Wasserkontrollstellen für den Erreger der Cholera installiert.
Bis zum 21. Juni wuchs die Zahl der Toten auf mindestens 62. Russische Besatzungsbehörden sprachen von 41 Toten auf der von Russland okkupierten Südseite des Dnipros. Die ukrainischen Behörden gaben die Anzahl der Toten auf der anderen Seite mit mindestens 21 an. 16 ertranken demnach in den Fluten, 5 wurden während Rettungsmissionen erschossen; 31 Menschen gelten noch als vermisst. Zudem gebe es mindestens 500 Tote allein in der Stadt Oleschky am Ostufer des Dnipro. „Die Menschen starben, weil die Besatzer sich weigerten, diejenigen ohne russischen Pass zu evakuieren“, heißt es in einer Mitteilung des Nationalen Widerstandszentrums vom 20. Juni 2023. Nach Angaben des ukrainischen Innenministeriums befanden sich 180 Siedlungen der Regionen Dnipro, Mykolajiw und Cherson in der Notstandszone. Dort lebten etwa 875.000 Menschen. Fast viertausend Menschen und Hunderte Haustiere wurden aus den überschwemmten Gebieten evakuiert. Bei den Rettungsaktionen wurden in den betroffenen Gebieten 716 Menschen gerettet, darunter 30 Kinder und 40 Personen mit eingeschränkter Mobilität.
Nach dem Abfließen der Wassermassen wird der Boden Experten zufolge über Wochen oder Monate sumpfig bleiben. Das ukrainische Umweltministerium berichtete am 25. Juni, dass der Dnipro in Cherson zu seinen normalen Ufern zurückgekehrt sei. Nahe Cherson sei ein Wasserstand von 33 Zentimetern gemessen worden, dies entspreche den Werten vor der Zerstörung des Dammes. Einen Monat nach dem Dammbruch hatte der Boden nach dem Rückgang des Wassers eine dunkelbraune Farbe und bestand aus totem Gras, zerstörten Ernten und Schlamm. Am 12. Juli 2023 gab es nach Angaben der ukrainischen Behörden am rechten Ufer des Dnipro keine überfluteten Häuser mehr; am linken Ufer, unter russischer Besatzung, standen noch rund 6.400 Häuser unter Wasser. Es wurde ein Programm zur Entschädigung und Wiederaufbauhilfe für die betroffenen Bewohner durch den ukrainischen Staat und internationale Organisationen aufgestellt. Bis zum 12. Juli 2023 waren bei den zuständigen Ämtern bereits 3157 Anträge auf Unterstützung von Bewohnern der Region Cherson eingegangen. Ein Drittel von ihnen hatte jeweils vorab rund 120 Euro erhalten. Laut einer Analyse der Kyiv School of Economics wurden auf beiden Seiten des Dnipro 11.000 Häuser vollständig überflutet, 6.500 teilweise. Nach Analyse von Satelliten- und Open-Source-Daten wird bei 33.000 Gebäuden potenziell davon ausgegangen, dass sie teilweise von den Überflutungen betroffen waren. Am 12. August war der zentrale Teil der südlich am linken Ufer des Dnipro unter russischer Besatzung stehenden Stadt Hola Prystan immer noch um etwa 40 Zentimeter überflutet. Auch Teile von Oleschky waren noch überflutet. Nach Angabe des Bürgermeisters führten die russischen Besatzungsbehörden keine systematischen Arbeiten zum Wiederaufbau der Stadt durch.
Expertenkommissionen aus verschiedenen Regionen der Ukraine begutachteten die Schäden. Olena Wasylko vom Bauamt der Oblast Lwiw, Leiterin einer solchen Kommission, bezeichnete das Ausmaß der Zerstörung als schockierend. An den Häusern würden beim Trocknen noch weitere Schäden entstehen. Laut Leonid Wosnjuk, Professor für Architektur an der Nationalen Polytechnischen Universität Lwiw, habe das Wasser zu lange gestanden, sodass Häuser aus der Mitte des 20. Jahrhunderts schwer beschädigt wurden. Es gebe Wände aus Baumstämmen, die auf Lehm gelegt wurden. Einige Häuser seien Fachwerkhäuser gewesen, deren Wände mit Lehm und Schilf gefüllt waren, und der Lehm sei völlig weggespült worden. Zudem seien die Fundamente stark unterspült worden. Der Zustand des Bodens nach der Überschwemmung sei noch nicht genau untersucht. Viele Häuser müssen aufgrund von Schäden, die die Überschwemmung verursacht hat, abgerissen werden. Freiwillige aus verschiedenen Teilen der Ukraine, zum Teil organisierte Gruppen, unterstützten die von der Flut Betroffenen, indem sie beispielsweise Lebensmittel, Reinigungsmittel oder Futter für Katzen und Hunde bereitstellten. Militärseelsorger standen den Menschen bei. In Cherson wurden Menschen, deren Häuser infolge der Zerstörung des Kachowka-Staudamms überschwemmt waren, vorübergehend in Wohnzentren umgesiedelt. Um geeignete Bedingungen zu schaffen, renovierten ehrenamtliche und öffentliche Organisationen die Räumlichkeiten und kauften Möbel und Ausrüstung. In der Region Cherson wurden sieben solcher Zentren eingerichtet. Ende Juli wurde von Seiten der Ukraine weiter an der Desinfektion der von den Überschwemmungen betroffenen Gebiete und Objekte gearbeitet, um dem Ausbruch von Epidemien vorzubeugen. Am 18. Juli 2023 begann in der Ukraine die zweite Stufe der Umsetzung des staatlichen Programms „eRestore“, in dessen Rahmen die Ukrainer eine Entschädigung für zerstörte oder kriegsbeschädigte Wohnungen erhalten können; zunächst befindet sich das Programm in zwei Dörfern der Region Kiew im Betatestmodus. Für die Reparatur von beschädigten Gebäuden sind im Rahmen des Programms für die Betroffenen 5.000 Euro vorgesehen. Weitere Zahlungen werden vom Regionalhaushalt, Gemeinden und internationalen Fonds geleistet. Von Seiten der russischen Behörden gibt es Entschädigungen für Hochwasserverluste nur für diejenigen, die einen russischen Pass akzeptiert haben (was als Verzicht auf ihre ukrainische Staatsbürgerschaft interpretiert wird). Die russischen Besatzungsbehörden versprachen, Familien mit russischem Pass, deren Verwandte infolge der Überschwemmungen gestorben waren, eine Million Rubel zu zahlen (9.500 Euro). Laut ukrainischen Angaben würde von Seiten der Besatzungsbehörden des Öfteren ein Herzinfarkt als Todesursache angegeben.
Nach ukrainischen Angaben forderten die russischen Besatzer Ende Juli von den aufgrund der Überschwemmungen „evakuierten“ Menschen in den von Russland besetzten Gebieten der Region Cherson die Unterzeichnung eines „Dokuments“, in dem es heißt, „dass der Kachowka-Staudamm von den Streitkräften der Ukraine gesprengt wurde“.
Am 1. September 2023 teilte der ukrainische Innenminister Ihor Klymenko mit, dass die Ukraine die Hauptphase der Beseitigung der Schäden durch die Zerstörung des Kachowka-Staudamms bewältigt habe.

### Landwirtschaft
Die Landwirtschaft ist ein wichtiger Sektor der ukrainischen Wirtschaft und in der Region auf den Staudamm angewiesen. Das ukrainische Agrarministerium rechnet ersten Schätzungen zufolge mit der Überschwemmung von etwa 10.000 Hektar landwirtschaftlicher Nutzfläche am nördlichen Ufer des Dnipro. Im russisch besetzten Gebiet am südlichen Ufer werde ein Vielfaches dieser Fläche überflutet. Zudem werde „die von Menschen verursachte Katastrophe die Wasserversorgung von 31 Feldbewässerungssystemen in den Gebieten Dnipropetrowsk, Cherson und Saporischschja zum Erliegen bringen“, so das Ministerium. Und weiter: „Die Zerstörung des Wasserkraftwerks Kachowka wird dazu führen, dass sich die Felder im Süden der Ukraine bereits im nächsten Jahr in Wüsten verwandeln könnten.“ Denys Marchuk, stellvertretender Vorsitzender des Allukrainischen Agrarrats, beschrieb das Phänomen der Staubstürme, die fruchtbare Bodenschichten „wegfegen“. Da die bewässerungsbedingte Feuchtigkeit nun fehlt, könne es künftig vermehrt dazu kommen. Wegen der enormen Hitze, die in der Region Cherson in den Sommermonaten oft herrscht, ist Ackerbau ohne Bewässerung kaum möglich. Die Region, die vom Kachowkaer Stausee bewässert wurde, erhält während der sommerlichen Vegetationsperiode typischerweise 100 bis 120 mm Regen (100 bis 120 Liter Niederschlag pro Quadratmeter), was ohne Bewässerung normalerweise nicht ausreicht, damit alle Nutzpflanzen gedeihen können. Das Ministerium geht von mindestens 5000 Quadratkilometern Land aus. Die Ukraine rechnet mit einem Ernteausfall von mehreren Millionen Tonnen. Nach Angabe von Mykola Solskyi, Minister für Agrarpolitik und Ernährung der Ukraine, seien in den direkt betroffenen Regionen Cherson, Saporischschja und Dnipropetrowsk vor allem Wassermelonen, Weizen und Freilandgemüse von der Katastrophe betroffen. Die meisten betroffenen Agrarbetriebe lagen auf dem zum Zeitpunkt der Zerstörung des Staudamms von Russland besetzten Gebiet; ihre Produkte konnten daher bereits seit 2022 nicht mehr den ukrainischen Markt erreichen. Es wird eine Veränderung des Mikroklimas durch den Verlust des Stausees befürchtet, sodass der Anbau von Weintrauben in der Region gefährdet sein könnte. Die Überschwemmungen trugen aufgrund der daraus resultierenden hohen Luftfeuchtigkeit, durch Verdunstung in den betroffenen Gebieten, zur Entwicklung von Pflanzenkrankheiten und zur Entstehung neuer Schädlinge bei.
Oleksandr Krasnoluzkyj, stellvertretender Minister für Umweltschutz und natürliche Ressourcen der Ukraine, erklärte, dass das Hochwasser die Mutterbodenschichten von Tausenden Hektar Ackerland weggespült habe. Er sagte: „Wir werden auf diesem Boden noch viele Jahre lang keine landwirtschaftlichen Pflanzen anbauen können.“ Das Überschwemmungsgebiet in der Oblast Cherson hatte 2021 einen Anteil von 21 Prozent an der Gesamtproduktion von Treibhausgemüse wie Tomaten, Gurken oder Melonen in der Ukraine. Nach Aussage von Jurij Lupenko vom Institut für Agrarwirtschaft in Kiew hat die Ukraine seit Kriegsbeginn 36 Prozent ihrer gesamten Tomatenernte verloren. Ohne Wasser aus dem Kachowkaer Stausee verlören die Bauern in der Südukraine ihre Lebensgrundlage; Gemüse könne dauerhaft zu einer Mangelware werden. Dadurch fehlen auch der Lebensmittelindustrie, die nach dem Zusammenbruch der Sowjetunion Anfang der 1990er Jahre in dem Gebiet aufgebaut wurde und insbesondere die hier erzeugten Tomaten zu Ketchup und anderen Produkten verarbeitete, wichtige Rohstoffe. Der Agrarökonom und Vorsitzende des ukrainischen Verbands der Agrarunternehmer, Alexej Lissitsa, befürchtete, dass sich auch Tierseuchen ausbreiten könnten, da kleinere Ställe mitsamt den Tieren weggeschwemmt wurden. Der Kachowkaer Stausee diente der Wasserversorgung von Viehfarmen auf einer Gesamtfläche von 584.000 Hektar. Es wird erwartet, dass sich die Verluste infolge unvorhersehbarer Veränderungen in der Tierhaltung auf 200 Millionen US-Dollar pro Jahr belaufen werden.
Der Nothilfekoordinator der Vereinte Nationen Martin Griffiths warnte vor weitreichenden Folgen des Bruches des Kachowka-Staudamms für die Weltbevölkerung. Das ganze Gebiet, das bis zum Schwarzen Meer und zur Krim reicht, sei eine Kornkammer nicht nur für die Ukraine, sondern für die ganze Welt. Griffiths zeigte sich sicher, dass die Lebensmittelpreise steigen würden, da es durch den Dammbruch riesige Probleme bei der Ernte und Aussaat für die nächste Erntezeit geben werde. Das werde enorme Auswirkung auf die globale Ernährungssicherheit haben.
Die südlichen Regionen der Ukraine versorgten etwa die Länder Afrikas, des Nahen Ostens, Asiens und Europas mit Weizen, Mais, Sonnenblumen und Sonnenblumenöl sowie Sojabohnen und Sojaschrot. Wichtige Sommergewächshäuser entlang des Kachowka-Bewässerungssystems versorgten auch die Bevölkerung Moldawiens mit Obst und Gemüse zu erschwinglichen Preisen. Für die ukrainischen Landwirte habe es nun eine große Bedeutung, landwirtschaftliche Technologien in der Zentralukraine zu entwickeln, um dort den Nutzpflanzenanbau zu steigern. Allein auf die Ukraine entfallen vierzig Prozent des weltweiten Handels mit Sonnenblumenmehl, fünfunddreißig Prozent des Sonnenblumenöls und fünf Prozent der Weizen-, Gersten- und Maisexporte. Die Nachricht vom Dammbruch führte zu einem weltweiten Anstieg der Weizen- und Maispreise; die Getreidepreise auf dem internationalen Markt stiegen um durchschnittlich drei Prozent an. In der Ukraine selbst bestehe keine Gefahr einer Hungersnot. Vor dem Krieg erntete die Ukraine 50 Millionen Tonnen Getreide, aber der Inlandsbedarf betrug nur 20 Millionen Tonnen. Südosteuropäische Länder wie Rumänien oder Serbien könnten die Ernteausfälle in der Ukraine abfedern oder ausgleichen.
Georg Guggenberger, Leiter des Instituts für Bodenkunde an der Universität Hannover, erklärte, dass Böden „Lebewesen“ sind, die sich „heilen“ können. Voraussetzung sei, dass das ins Schwarze Meer abfließende Wasser aus dem Stausee die Erde nicht wegspült. Die jetzigen Ackerbaukulturen seien zerstört, wie es auch bei anderen Überschwemmungen der Fall sein kann. Der Melonenanbau sei nicht mehr möglich; Weizen und Sonnenblumen für die Speiseölgewinnung benötigten dagegen keine Bewässerung. Prinzipiell sollten sich die Böden regenerieren, wenn das Wasser relativ rasch wieder abfließt. Wahrscheinlich müsse mit großen Erosionserscheinungen gerechnet werden. Das Ausmaß der chemischen Belastung sei noch im Unklaren, doch könne auch diese wieder abgebaut werden. Nach Angabe von Ihor Pylypenko, Dekan der Fakultät für Biologie, Geografie und Ökologie an der Staatlichen Universität Cherson, solle nun vermehrt die trockenheitsresistente Sonnenblume angebaut werden. Deren Erträge seien während der Vegetationsperiode von der – allerdings nicht vorhersehbaren – Niederschlagsmenge abhängig. Der Anbau von feuchtigkeitsliebenden Pflanzen wie Soja werde eingestellt. Durch den Anbau von „Regenmais“ (eine Form der Landwirtschaft, bei der das Anbauland nicht bewässert wird, sondern auf den Regen wartet) erleiden die ukrainischen Landwirte im Jahr 2023 deutliche Verluste. Betroffene landwirtschaftliche Flächen können durch Bewässerung besonders schnell für nicht intensiven Gemüse- und Obstanbau wiederhergestellt werden. Der stellvertretende ukrainische Gesundheitsminister Ihor Kuzin empfahl, dass aufgrund von festgestellten parasitologischen Indikatoren, die ein Zeichen für fäkale Verschmutzung seien, mit dem Anbau von Gemüse und Wassermelonen in den betroffenen Gebieten abgewartet werden sollte. Wassermelonen aus der Oblast Transkarpatien sollen eine Alternative zu Cherson-Wassermelonen werden. Der Dammbruch hat für die ukrainischen Landwirte aufgrund der verschwemmten Landminen gefährliche Folgen. Auf Feldern in den betroffenen Gebieten wird mithilfe von Unkrautvernichtern die Bodenbedeckung entfernt, um Minen sichtbar zu machen. Die Entminung eines Hektars landwirtschaftlicher Flächen wird teurer als der Kaufpreis dieses Landes. Aufgrund des Schlamms und anderer Verunreinigungen können die teilweise überschwemmten Flächen eventuell erst in einigen Jahren wieder landwirtschaftlich genutzt werden.
Jewgeni Simonow, Experte der Arbeitsgruppe für Umweltfolgen des Krieges in der Ukraine, ist der Meinung, dass der Staudamm im Grunde eine sehr ineffiziente technische Struktur gewesen sei, die viel Verschmutzung erzeugte und mehr Wasser verdunstete, als für die Landwirtschaft produktiv gewesen sei. Darüber hinaus habe der Kachowkaer Stausee mehr als 2.000 Quadratkilometer Land verbraucht. Man solle nicht daran denken, wie man die Vorkriegssituation wiederherstellen könne, sondern moderne und umweltfreundliche Maßnahmen unterstützen, „die den Menschen helfen, sich an die neue Realität anzupassen und den Bedarf mit anderen, moderneren, umweltfreundlicheren und langfristig nachhaltigeren Mitteln zu decken“.

### Fischerei

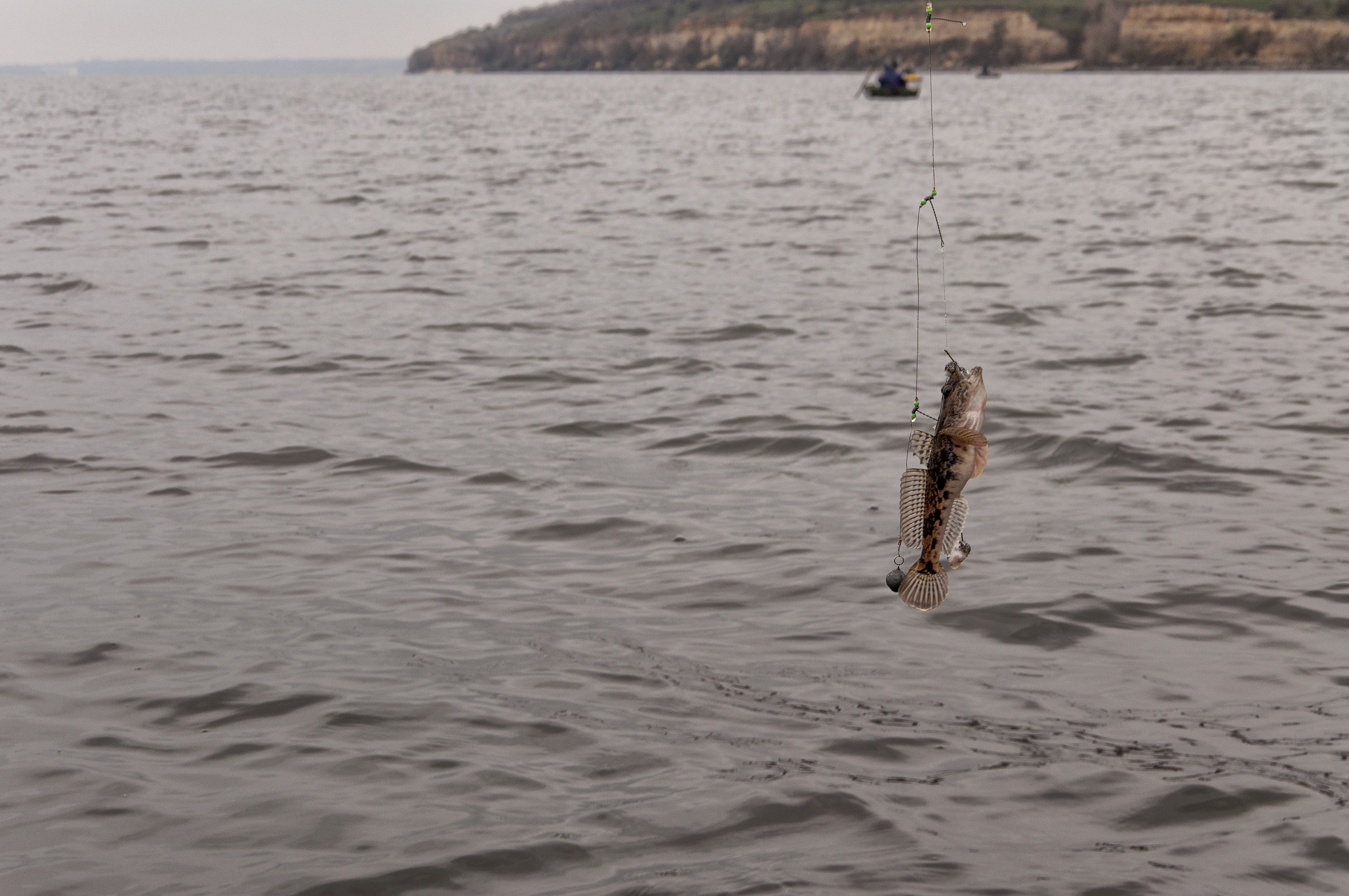
Eine gefangene Kessler-Grundel aus dem Dnipro, (nördlich des Kachowka-Staudamms)

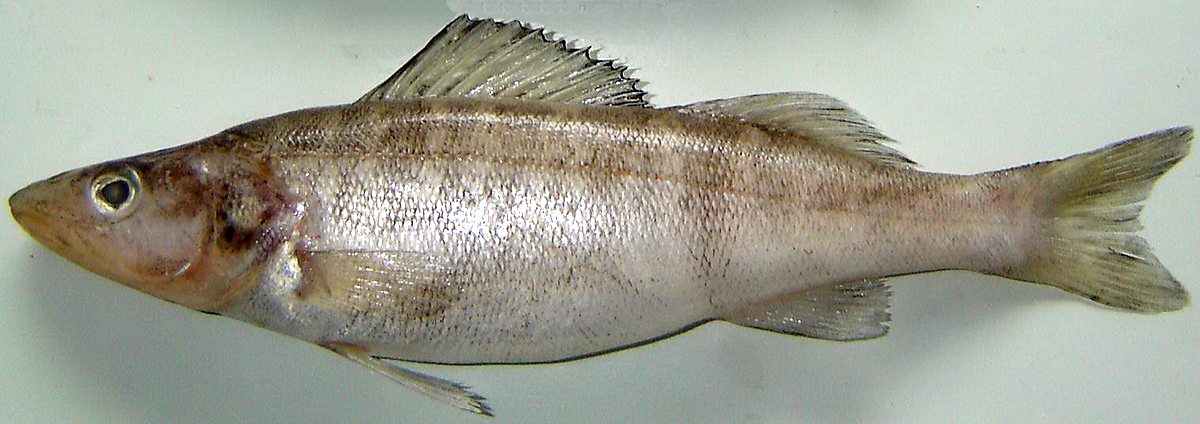
Infolge der Überschwemmung verschwand die Population der stark bedrohten Meerzander im Dnipro-Bug-Liman

Die Ichthyofauna des Kachowkaer Stausees, in der es 56 Fischarten und Unterarten gab, darunter 23 Arten von industrieller Bedeutung (mit jährlichen Fängen von bis zu 2.600 Tonnen), erlitt erhebliche Einbußen. Die wichtigsten Laichgründe der Fische, die sich in den Auen des Kachowkaer Stausees befanden, sind verlorengegangen. Der Fischlaich im betroffenen Meeresgebiet ging durch die Süßwasserflut verloren. Wie Yuriy Kvach, Forscher am Institut für Meeresbiologie der Nationalen Akademie der Wissenschaften der Ukraine, erklärte, sei es im Allgemeinen normal, dass größere Mengen Süßwasser ins Meer gelangten. Dies geschehe jedoch hauptsächlich von Februar bis März. In dieser Zeit gebe es in der Nähe der Küste nicht viele Fische und andere Lebewesen; diejenigen, die dort ständig lebten, seien an die Umgebung angepasst. Die Süßwasserflut, die ins Schwarze Meer floss, sei zu einem Zeitpunkt gekommen, an dem das Laichen begonnen habe und sich die Meerestiere vermehrten. Der Fisch könne sich von der Küste entfernen, aber der Fischlaich würde einem solchen osmotischen Schock nicht standhalten. Es sei so ähnlich, wie wenn ein Mensch Meerwasser trinke. Eine Generation von Fischen und Wirbellosen sei verloren. Es ist nicht genau vorherzusagen, wie lange im Falle einer Wiederauffüllung des Stausees die Regenerierung der Fischbestände dauern wird; bei Karpfen rechnet man mit etwa 5 Jahren, bei Stören mit 10 bis 12 Jahren. Das ukrainische Landwirtschaftsministerium schätzte am 6. Juni den Verlust für die Fischereiindustrie auf 285 Millionen US-Dollar. Süßwasserfischfarmen in Städten wie Saporischschja entnahmen Wasser aus dem Kachowkaer Stausee. In dieser Region wurden wertvolle Störe gezüchtet. Eine seit 1984 bestehende Störzuchtanlage, die einzige staatliche Störfarm, wurde überschwemmt. Da eine natürliche Fortpflanzung der Störe im Dnipro aufgrund der Staudämme nicht mehr möglich ist, diente die Anlage zur Erhaltung der Population. Angesichts des besonderen Schutzstatus der Störarten werden durch die Zerstörung äußerst negative Folgen für den ökologischen Zustand der Ukraine und der anderen Länder des Schwarzmeerbeckens befürchtet.
Die Zerstörung der Störfarm stellt eine direkte Bedrohung für die weitere Vermehrung der Störfischpopulationen dar, was zu einem Verschwinden dieser Reliktart in den Stauseen der Ukraine führen kann. Die Störfarm brachte jährlich eine Population von über 1,5 Millionen jungen Stören hervor. Auch im russisch besetzten Teil der Oblast Cherson wurde eine große Fischzuchtfarm überflutet, die nach Angaben der staatlichen Fischereibehörde der Ukraine jährlich 13,4 Millionen Exemplare wertvoller Fischarten produzierte, die Überflutungen betrafen die Fischbrutstätte, die Fischaufzuchtteiche, die Pumpstation und andere Wasserbauwerke der Anlage.
Nach Angabe von Mykola Solskyi, Minister für Agrarpolitik und Ernährung der Ukraine, seien insgesamt 85 Fischereibetriebe zerstört worden, 49 am Kachowkaer Stausee und 36 im Mündungssystem Dnipro-Bug-Liman. Die Wiederherstellung der Fischereiindustrie wird viele Jahre dauern. Alle Störe, die sich auf ihrer Laichwanderung gerade dem Kachowka-Staudamm näherten, wurden von der Flutwelle mitgerissen und stark in Mitleidenschaft gezogen. Infolge der Überschwemmung verschwand die Population der vom Aussterben bedrohten Meerzander aus dem Dnipro-Bug-Liman. Ein Problem war auch, dass die Schmutzpartikel im Wasser die Kiemen der Fische verstopften. Laut einem Bericht der staatlichen Agentur für Landgewinnung und Fischerei vom 15. Juni fand die Fischschutzpatrouille von Saporischschja in wassergefüllten Vertiefungen der Überschwemmungsebene über 9.000 verendete Exemplare des kommerziell relevanten Silberkarpfens mit einem Gesamtgewicht von knapp 2,3 Tonnen. Der Verzehr von Fischen wurde verboten, weil diese mit Botulinumtoxin infiziert sein könnten, das Botulismus verursachen kann. Laut dem Fischereiinspektor Wolodymyr Polchovksyi, der für die ukrainische Regionalverwaltung von Cherson zuständig ist, sei in einigen Nebenflüssen des Dnipro der Wasserstand zwar leicht gesunken, doch bisher nicht kritisch für den Fischbestand. Er kontrolliert den Bestand für im ukrainischen Sprachgebrauch als „aquatische Bioressourcen“ bezeichnete Hechte, Karpfen, Schleien oder Flusskrebse. Angeln und Fischverkauf sei nach wie vor verboten. Fischereiinspektoren würden nach illegalen Anglern und Wilderern Ausschau halten. Selbst geringe Mengen an Stickstoff- und ammoniakhaltigen Düngemitteln im Wasser könnten zum Absterben der „aquatischen Bioressourcen“ führen. Am 8. August wurde in der Oblast Dnipropetrowsk am Nordufer des früheren Stausees die Industrie-, Sport- und Amateurfischerei wieder erlaubt.

### Ökosystem

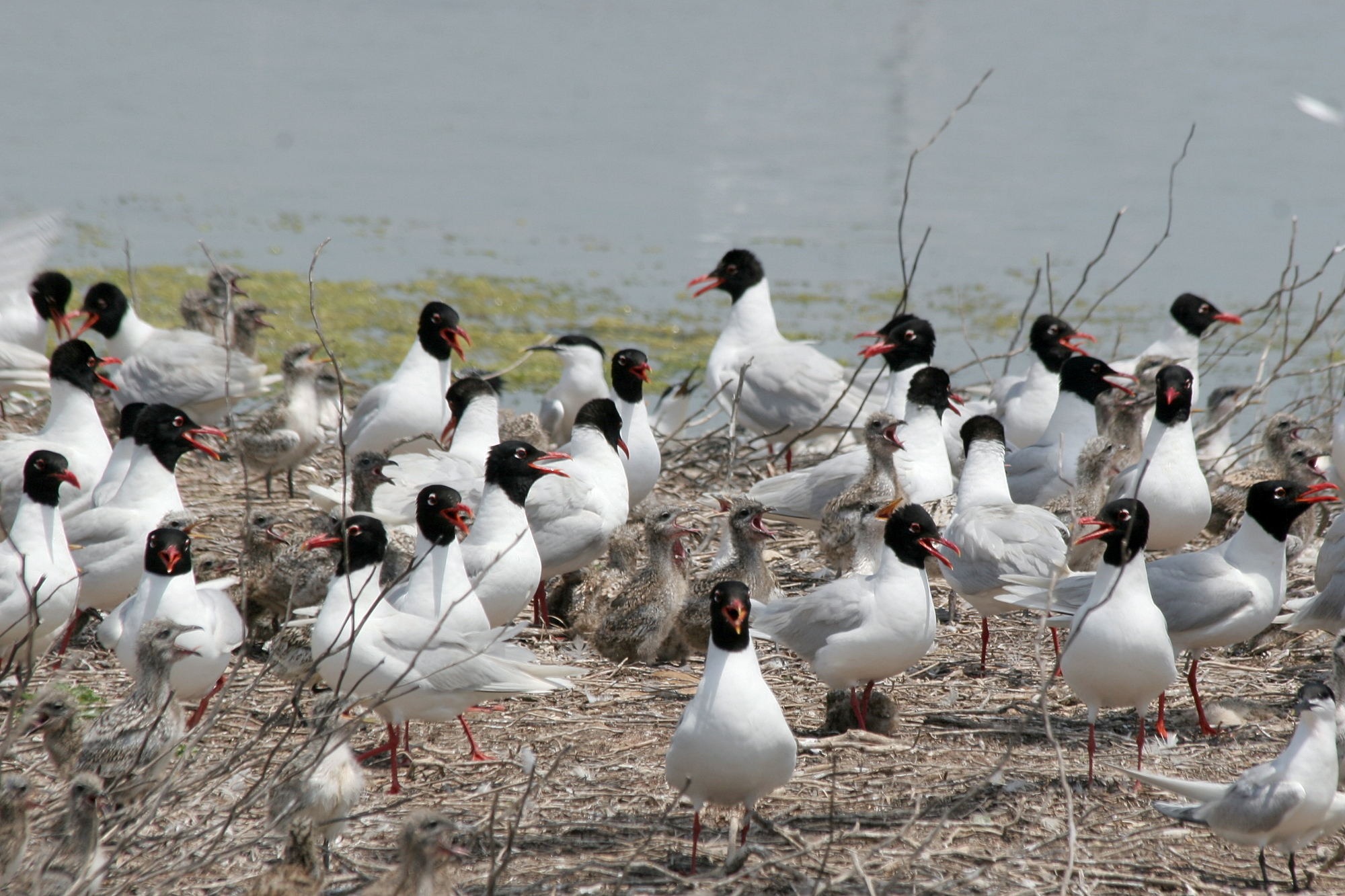
Schwarzkopfmöwen mit ihren Küken im Biosphärenreservat Schwarzes Meer. Etwa die Hälfte der Weltpopulation dieses Vogels nistet hier auf niedrigen Inseln und wird durch die Überschwemmungen wahrscheinlich die Brutzeit 2023 verlieren.

80 Prozend der Biomasse starb. Es gab zudem ohne den See die Muscheln nicht mehr, die das Wasser filterten. Etwa 1,5 Kubikkilometer freiliegender Schlamm war mit Schwermetallen belastet. Darunter waren 182.000 Tonnen Zink, 44.000 Tonnen Blei und über 1.000 Tonnen Cadmium.
Lebewesen, die in der Roten Liste gefährdeter Arten in der Ukraine aufgeführt sind, wurden in Mitleidenschaft gezogen oder ausgelöscht und die durch die Berner Konvention geschützten Biotope sind gefährdet. Mindestens 150 Tonnen Maschinenöl aus 3 Maschinenräumen gelangten nach ukrainischen Angaben aufgrund der Sprengung des Kachowka-Staudamms in den Fluss. Weitere 300 Tonnen Öl befanden sich noch in der Kraftwerksanlage und wurden ebenfalls ausgeschwemmt. Die Überschwemmung von Industrieanlagen führte zur Freisetzung erheblicher Mengen an Kraftstoffen und anderen Schadstoffen. Nach Aussage des ukrainischen Zoologen und Direktors des ukrainischen Natur- und Vogelschutzverbands, Oleh Dudkin, wird in der Region unter Einsatz von Pestiziden unter anderem Reis angebaut. Zudem gebe es in der Region durch die intensive Bewässerung ein Problem mit Versalzung bis in das Grundwasser. Pestizide, Salz und riesige Mengen an Öl vermischten sich mit dem sauberen Wasser aus dem Stausee zu einer giftigen Brühe, die weite Flächen überschwemme. Kristina Hook, Spezialistin für die Ukraine und Russland an der Kennesaw State University, sprach davon, dass es sich um eine schmutzige, gefährliche Form von Wasser handele. Dieses kontaminierte Wasser würde die Tiere im Frühjahr bei ihrer Fortpflanzung beeinträchtigen – in einem Gebiet, das als Teil der Eurasischen Steppe von Grasland, Hochebenen und vielerorts einer hohen Artenvielfalt geprägt sei.
Oleksandra Shumilova vom Leibniz-Institut für Gewässerökologie und Binnenfischerei und Klement Tockner, Gewässerökologe von der Senckenberg Gesellschaft für Naturforschung, erklärten in einer gemeinsamen Stellungnahme, dass freigesetzte Ölprodukte von Lebewesen wie Pflanzen und Tieren aufgenommen werden können. Seit Kriegsbeginn würden Abwässer zum Teil ungeklärt in die Flüsse geleitet. Zudem könnten radionukleare Substanzen, die sich nach der Nuklearkatastrophe von Tschernobyl angereichert hätten, aus den Sedimenten freigesetzt werden. Die Bewässerungskanäle würden als Mülldeponien für Kriegsgeräte und Munitionsabfälle genutzt. Munition, die unter Wasser durchrostet, kann Schwermetalle und giftige Sprengstoffe freisetzen, mit eventuell jahrzehntelangen Auswirkungen. Ukrainische Wissenschaftler warnten bereits im Jahr 2022 vor möglichen Umweltfolgen. Die ausbleibende Wartung von Abwasseranlagen aufgrund der russischen Besatzung sowie der Beschuss von Kläranlagen würden ein großes Problem darstellen.
Anton Heraschtschenko, Berater der ukrainischen Regierung, rechnet damit, dass die Vogel-Population in den umliegenden Sumpfgebieten gefährdet ist, denn ihre Nester wurden weggespült. Es sei das Ende einer „einzigartigen Biosphäre“, so Heraschtschenko. Die Auswirkungen der Überschwemmungen auf das Ökosystem des Dnipro seien noch nicht absehbar, es würden allerdings katastrophale Folgen befürchtet. Die ukrainische Regierung sprach von einem Ökozid.

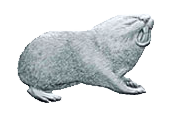
Es wird befürchtet, dass die bereits zuvor vom Aussterben bedrohte Sandblindmaus, ein unterirdisch lebendes Nagetier, durch die Flut endgültig aussterben könnte oder bereits ausgestorben ist – Detail einer ukrainischen Münze, die dem Tier gewidmet ist

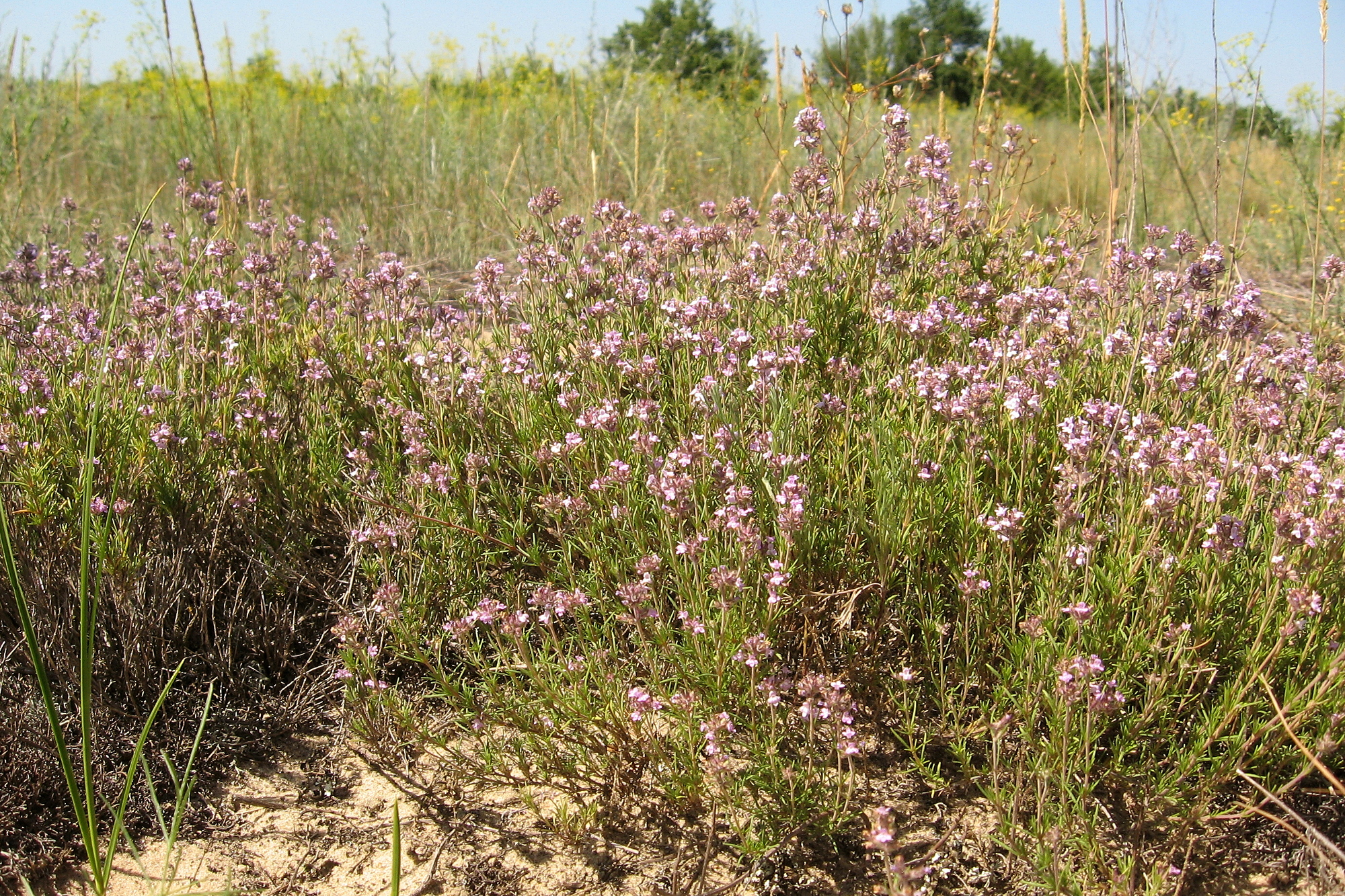
Der nach den Überschwemmungen bedrohte Dnipro-Thymian

Nach Mitteilung der auf Naturschutz spezialisierten Nichtregierungsorganisation UNCG (Ukrainian Nature Conservation Group) ergebe sich zusammen mit den Informationen über das Einbrechen der Fischbestände, dass die überwiegende Mehrheit aller lebenden Organismen, die den Kachowkaer Stausee bewohnten, bereits ausgestorben seien oder in absehbarer Zeit aussterben würden. Als Beispiele werden Muscheln und verschiedene Mückenarten genannt, insbesondere Zuckmücken, die eine wichtige Nahrungsquelle für Fische, Vögel, Amphibien und andere Tiere darstellten. Diese Auswirkungen seien auch auf den Verlust des benthischen Schlamms zurückzuführen, der durch den Dammbruch an der Mündung des Dnipro ins Schwarze Meer binnen weniger Stunden weggespült worden sei. Infolge des Absinkens des Wasserspiegels im Stausee würden Wasser- und Uferpflanzen des Kachowkaer Stausees verschwinden, es könne zu einer Ausbreitung invasiver gebietsfremder Pflanzen kommen. Die endemisch hier vorkommenden Tierarten Sandblindmaus (Spalax arenarius) und Birkenmaus (Sicista loriger) seien durch den Verlust ihres Lebensraumes vom Aussterben bedroht, ebenso eine Unterart der Westlichen Dickschwanzspringmaus (Stylodipus telum falzfeini). Die spezifischen ökologischen Bedürfnisse der Sandblindmaus sind Steppen und sandige Gebiete, daher sind sie äußerst anfällig für solche Katastrophen. Die Chancen sind sehr gering, dass die Art überhaupt noch existiert. Durch die Zerstörung des Kachowka-Staudamms ist fast das gesamte Verbreitungsgebiet der Sandblindmaus überschwemmt worden. Auf der Kinburn-Halbinsel könnte die Art ihr letztes Refugium haben; doch ist das Gebiet zum Teil heftig umkämpft, was eine zusätzliche Gefahr für sie darstellt. Die seltenen Ameisenarten Tapinoma kinburni, die in den Oblasten Cherson und Mykolajiw endemisch vorkommt, und Liometopum microcephalum wurden durch die Überschwemmung stark in Mitleidenschaft gezogen. Das überflutete Gebiet ist ein Verbreitungsort einer spezifischen Flora. Infolge der Überschwemmungen werden endemische Pflanzen, wie bzw. der Dnipro-Thymian (Thymus borysthenicus), oder verschiedene Fliederarten absterben.

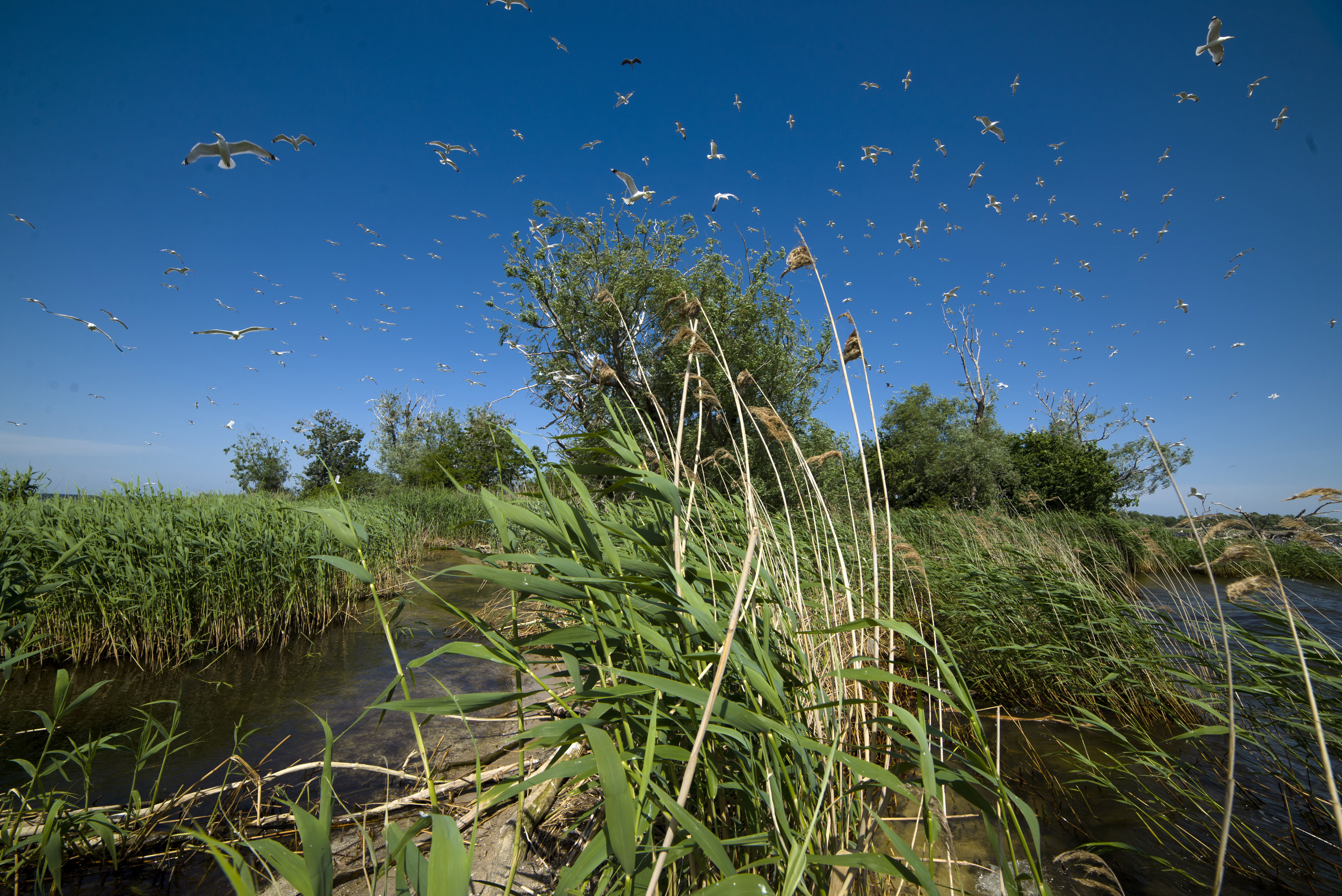
Rohrkolben- und Schilfgebiet im Nationalpark Velykyj Luh am Südufer des Kachowkaer Stausees; viele Tiere, die auf Wasser angewiesen sind (Hydrobionten), leiden unter der Austrocknung dieser Gebiete, die einen wichtigen Rückzugsort für Amphibien, verschiedene Fischarten und Rastplatz für Wasservögel darstellten (Bild von 2014)

Andrij Jermak, Leiter des Büros des Präsidenten der Ukraine, teilte am 20. Juni mit, dass mehr als 500 Quadratkilometer ukrainischer Wälder überschwemmt seien und mindestens die Hälfte der Bäume absterben werde. Der nun trockene Grund des Stausees sei mit 95.000 Tonnen toter Fische bedeckt. Auch der Nationalpark Velykyj Luh, ein Schutzgebiet am Südufer des Kachowkaer Stausees, wurde vollständig trockengelegt, was Befürchtungen einer Dürre aufkommen ließ. Bereits in den ersten Tagen nach Beginn des Hochwassers kam es aufgrund der schnellen Strömung des Dnipro zu einem Abrieb an dessen Hochufer. Das Ausmaß dieser Zerstörung nimmt durch Erosion weiter zu, so dass eine Reihe von Naturschutzgebieten entlang des Ufers drohen weggespült zu werden. Die Zerstörung des Kachowka-Staudamms hatte für das Reservat Chortyzja und die Auenlandschaft seitlich des Flusses am nördlichen Ende des Stausees bei Saporischschja eine weniger kritische Absenkung des Wasserstands um nur drei Meter zur Folge, wobei der Tod einer größeren Anzahl von Wasserpflanzengruppen der Seerosen sowie benthischer Wirbelloser und Muscheln verzeichnet wurde. Die in den Chortyzja-Auen Vorkommende Wasserfalle ist durch die Zerstörung des Kachowka-Staudamms ausgestorben. Wasservögel verließen zum Teil irritiert durch die Absenkung des Wasserstands ihre Gelege oder Brut. Nach der Überschwemmung steigt der Grundwasserspiegel in den betroffenen Gebieten an, was zu einer Versalzung des Bodens führt.
Folglich werden höchstwahrscheinlich die meisten Birken- und Eichenwälder absterben, ebenso wie die Populationen wilder Orchideen. Aufbereitetes Abwasser aus der Großstadt Saporischschja wird nicht mehr durch das Wasser des Stausees verdünnt und durch Pflanzen, Bakterien und organische Prozesse auf natürliche Weise gereinigt.

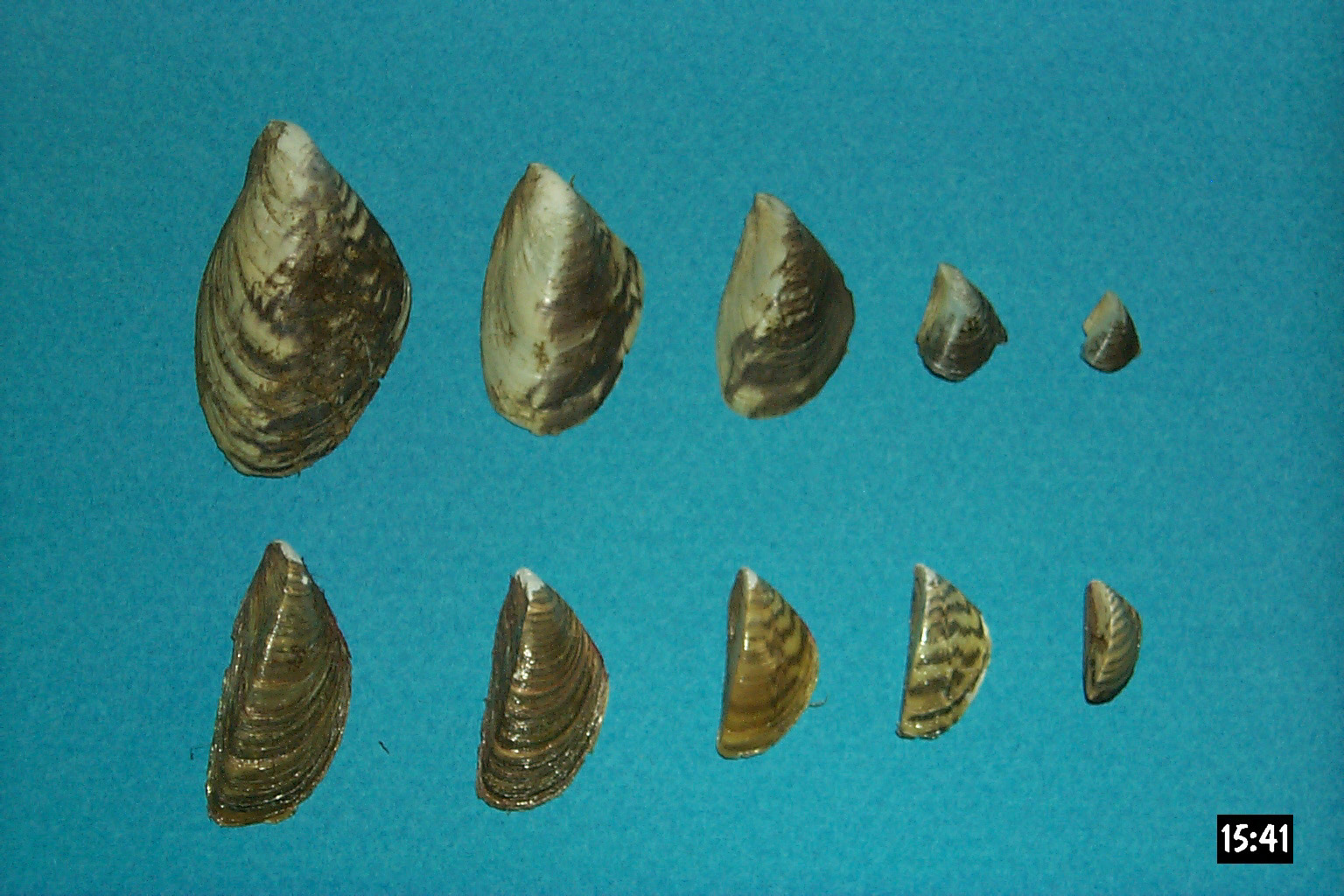
Muschelschichten von Quagga-Dreikantmuscheln und Zebramuscheln am Seegrund verringern teilweise die Gefahr von lokalen Staubstürmen

 Auf der Website des Wilson Center wies der Ökologe Oleh Lystopad darauf hin, dass während der Überschwemmung viel Müll in Richtung zum Schwarzen Meer gespült worden sei. Experten zufolge wird die Zerstörung des Staudamms Auswirkungen auf die Entwässerung des Flussbetts des Dnipro haben, das große Mengen Sand enthält, mit möglichen Folgen wie Sandstürmen, einem beschleunigten Klimawandel und einer möglichen Desertifikation benachbarter Regionen. Die Halbwüste der Oleschky-Sande könnte dadurch vergrößert werden. Laut dem Ökologen Alexey Vasilyuk hatten sich jahrzehntelang Industrieabfälle aus der Stadt Saporischschja, darunter eine große Menge an Schwermetallen, im Schlamm am Boden des Kachowkaer Stausees abgelagert, da es keine Strömung gab, die ihn wegschwemmen konnte. Diese Abfälle würden nun zum Teil mit der Strömung des Dnipro flussabwärts transportiert. Soweit sie auf dem nun freiliegenden Seeboden verblieben sind, würden die Schwermetalle vom Wind weggeblasen, wodurch sie von Pflanzen aufgenommen werden können, die von Menschen und Tieren verzehrt werden. Vasilyuk empfiehlt, der Ausbreitung dieser Metalle durch die Aussaat von Gräsern auf den kahlen Flächen entgegenzuwirken. Durch die Aussaat von Gras zur Begrünung, vorzugsweise solcher Sorten, wie sie für ukrainische Wiesen charakteristisch sind, könne auch die weitere Ausbreitung einer Wüstengegend über das Gebiet des Stausees hinaus vermieden werden. Die natürliche Selbstbegrünung durch Samen aus den Sekundärsteppen wird mehrere Jahre dauern und den Seeboden während dieser Zeit lockern. Die Gefahr von lokalen Staubstürmen wird teilweise durch Muschelschichten von Quagga-Dreikantmuscheln am Seegrund verringert, da diese stellenweise den getrockneten oder noch feuchten Schlamm bedecken. Die Muscheln wurden in der Zeit vor 1957 mit Handelsschiffen in den See eingeschleppt und hatten dort keine natürlichen Feinde; wenn sie starben, blieben ihre Schalen zurück und bildeten Sedimente. Einen Monat nach der Zerstörung des Staudamms besiedelten erste Pionierpflanzen wie der Portulak den Seeboden. Anfang August waren Teile des Seebodens schon deutlich mit Gras bewachsen. Laut Eduard Jewtuschenko, Leiter der Abteilung für Botanik und Ökologie der Nationalen Universität Krywyj Rih, ist die in den Medien und vom ukrainischen Umweltministerium bezeichnete „Wüstenbildung“ ein kurzfristiger negativer Effekt. Dass durch die Austrocknung des Stausees eine Wüste im Süden der Ukraine entstehe, sei ausgeschlossen. Mit der Zeit könne auf dem trockengefallenen Seeboden ein Biotop entstehen, das durch Sumpf, Wiese, Steppe, Salzpflanzen, Strauch- und Waldbewuchs gekennzeichnet sei. Die Funktionalität der europäischen submeridionalen Zone in diesem Gebiet könne dadurch verbessert werden, da es anstelle eines nahezu einheitlichen Biotops eines künstlichen Stausees mehr Biodiversität gebe. Aufgrund der bereits vorhandenen Begrünung des ehemaligen Stausees könne von Staubstürmen nicht gesprochen werden. Laut der ukrainischen Umweltschutzorganisation UNCG hat sich ein Jahr nach der Zerstörung des Staudamms auf dem Grund des früheren Stausees ein neues Ökosystem gebildet. Das erste Mal seit 90 Jahren komme es wieder zu einer kräftigen Bewässerung des Nationalparks Welykyj Luh als Feuchtgebiet durch das Frühjahrshochwasser. Des Weiteren komme es zu einer Anspülung von Pflanzensamen, die zu einer Erholung der Vegetation beitragen. Es sei auf dem ehemaligen Seegrund ein Weidenwald von 2,5 bis 3,5 Metern Höhe entstanden.
In einem Zoo, der in einem Park in Nowa Kachowka am linken, russisch besetzten Flussufer westlich (flussabwärts) des Damms lag, ertranken bei der Katastrophe etwa 300 Tiere, einige Enten und Schwäne überlebten. Unmittelbar danach behauptete die russische Nachrichtenagentur TASS, dass der Zoo gar nicht existiert habe, machte dann aber einen Rückzieher und gab die Existenz des Zoos zu, bestand jedoch darauf, dass alle Tiere in Sicherheit seien. Auf Videos sind die Wassermassen auf dem Gelände des Parks zu sehen. Laut Aussagen von Einwohnern hätten die russischen Besatzungsbehörden nichts unternommen, um die Tiere zu retten.
Durch die Überschwemmung wurden laut dem ukrainischen Umweltministerium Schadstoffe wie Nitrat aus dem Boden herausgewaschen. Die zulässigen Höchstwerte von Eisen wurden um mehr als das Doppelte überschritten. Gemäß Proben des Umweltministeriums nahm der Sauerstoffgehalt im Wasser durch sich zersetzende Pflanzen weiter ab. Ein niedriger Sauerstoffgehalt ließ befürchten, dass noch mehr Fische als bisher starben. Nach Angabe der Regionalverwaltung von Odessa breitete sich das schmutzige Wasser im Schwarzen Meer weiter aus. Schwimmen und Fischen im Schwarzen Meer wurden verboten, und zwar an den Stränden in den Oblasten Odessa und Mykolajiw, aufgrund von Chemikalien wie Ammoniak und Bakterien wie Salmonellen sowie E. coli und Cholera. Die Behörden erklärten, die Kontamination habe diese Gebiete in „Müllhalden“ und „Tierfriedhöfe“ verwandelt. Auch Noroviren und Rotaviren wurden im Wasser festgestellt. Beim Schwimmen im Meer bestand die Gefahr einer Zerkariendermatitis durch ins Meer geschwemmte Süßwasserschnecken. Am 11. Juni war der Salzgehalt des Schwarzen Meeres an der Küste bei Odessa 2,7-mal niedriger als normal.

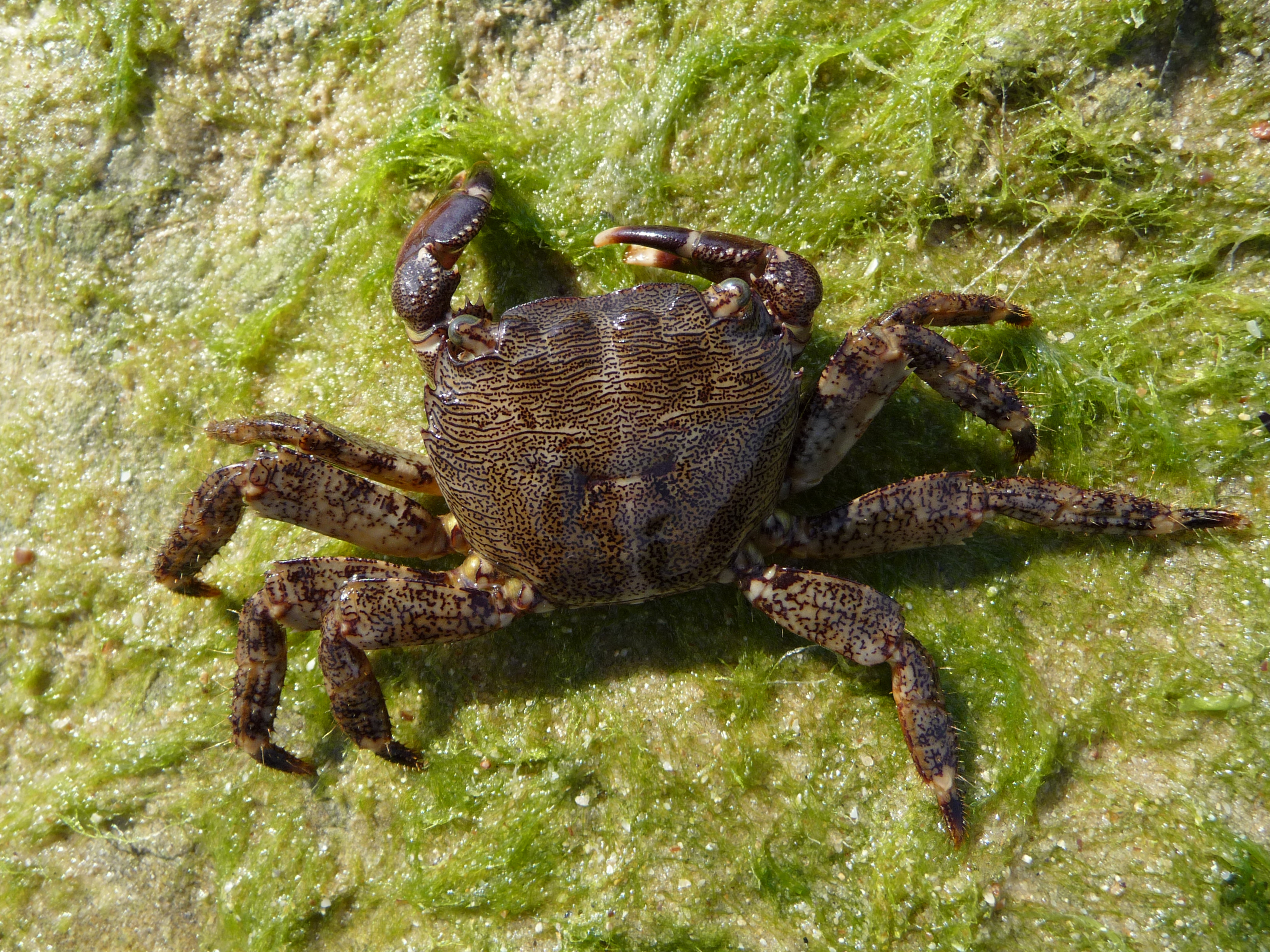
Eine Marmorkrabbe aus dem Schwarzen Meer; sie profitierten von der Einschränkung der Schifffahrt und der Absperrung von Küstenbereichen

Das Institut für Ozeanologie „Prof. Fridtjof Nansen“ stellte die Entwicklung einer günstigen hydrodynamischen Situation seit dem 29. Juni fest; die Küstenströmung im Donaudeltagebiet sei der vorherrschenden Strömung entgegengerichtet, was die Ausbreitung des Schmutzwassers in diesem Gebiet hemme. Wissenschaftler des Instituts für Ozeanologie der Bulgarischen Akademie der Wissenschaften berichteten, dass am 18. und 19. Juni verschmutztes Wasser aus der Odessa-Bucht sich mit dem zugeströmten Donauwasser vermischt habe. Später stabilisierte sich der Salzgehalt, nach dem anfangs schnellen Süßwasserzufluss infolge der Flut. Daten der Erdbeobachtungssatelliten Sentinel-2 zeigten in der Bucht von Odessa Cyanobakterienblüten aufgrund des niedrigen Salzgehalts. Diese Blüten wurden von Mikroalgen, insbesondere von Blaualgen, verursacht, die aus dem Dnipro stammten. Ein Auslöser der Blüte waren die ins Meer geschwemmten Düngemittel. Durch den niedrigen Salzgehalt kam es teilweise zu einem Sterben von Fischen sowie Muscheln und Muschelkolonien. In einer Tiefe von über 3 Metern waren die Muschelkolonien praktisch nicht betroffen; in der oberflächennahen Schicht in einer Tiefe von 1 bis 1,5 Metern starben die Muscheln dagegen aufgrund der enormen Entsalzung des Meerwassers. Seenadeln wurden durch die Entsalzung stark beeinträchtigt. Als direkte Folge der Zerstörung des Kachowka-Staudamms florierten mit der Zeit Krebstiere, aufgrund der Einschränkung der Schifffahrt und der Absperrung von Küstenbereichen profitieren beispielsweise im Schwarzen Meer seltene Marmorkrabben (Pachygrapsus marmoratus) sowie Einsiedlerkrebse.
Die georgische Expertin bei der Umweltschutzorganisation NACRES, Kakha Artsivadze, erklärte, dass aufgrund der Strömungsverhältnisse im Schwarzen Meer alles, was über ukrainische Flüsse ins Meer gelange, zunächst entlang der Küsten Rumäniens, Bulgariens und der noch längeren türkischen Küste transportiert werde, bevor es die georgischen Strände erreiche. Archil Guchmanidze, Experte für Wasserökologie und Fischereiforschung der Nationalen Umweltbehörde Georgiens, bezeichnete die nordwestliche Region des Schwarzen Meeres im Bereich des Flussdeltas des Dnipro als „die produktivste Zone“ und „den wichtigsten Ort im Hinblick auf die Artenvielfalt“ des Meeres.
Im Mündungsgebiet des Dnipro bei Odessa wurde in Meereswasserproben eine drei- bis neunfach erhöhte Belastung durch Schwermetalle gemessen. Florin Timofte vom rumänischen Institut für Meeresforschung in Constanța befürchtete, dass sich die ukrainischen Schmutzgewässer vor der rumänischen Küste mit denen der Donau mischen könnten, was zu einer grünen oder braunen Verfärbung des Wassers führen würde, je nachdem welche Algenart sich vermehrt. Es war insbesondere ein Anstieg der Chromkonzentration im Mündungsgebiet des Dnipro zu verzeichnen. Die maximale Verschmutzung und Entsalzung des Meerwassers wurde am 9. Juni 2023 in den betroffenen ukrainischen Küstengebieten verzeichnet. Ende Juli hatten sich die Schadstoffwerte im Meerwasser abgeschwächt und der Salzgehalt erreichte saisonal übliche Werte. Yuriy Malashko, Leiter der ukrainischen Militärverwaltung in Saporischschja, erklärte Ende Juli, dass mehrheitlich keine problematischen Verschmutzungsphänomene im Dnipro mehr festgestellt wurden.
Der stellvertretende ukrainische Gesundheitsminister Ihor Kuzin gab bekannt, dass Ende Juli 15 % der Wasserproben aus Oberflächengewässern im Süden der Ukraine nicht den Hygienestandards entsprachen. In den ersten Tagen der Überschwemmung waren es noch 35 % des Meer- und Flusswassers. Die Qualität des Wassers verbessere sich nach und nach, jedoch sollte nicht darin gebadet werden. Ausbrüche von Cholera und akuten Infektionskrankheiten seien in den Regionen Odessa, Cherson und Mykolajiw nicht festgestellt worden. In 9 % der Bodenproben im Überschwemmungsgebiet wurden Überschreitungen parasitologischer Indikatoren festgestellt, dies betrifft insbesondere das Vorhandensein von Wurmeiern. Des Weiteren wurden Erreger von Bakterienruhr und Gastroenteritis nachgewiesen. Die Gesundheitsbehörde für den unter russischer Besatzung stehenden Teil der Oblast Cherson behauptete am 1. August, dass die Analyse von Meeresproben keine Überschreitungen der Hygieneindikatoren ergeben habe, sodass Baden und Schwimmen im Meer möglich sei. Mitte August wurde an einigen Stränden in Odessa das Baden und Schwimmen wieder offiziell erlaubt.

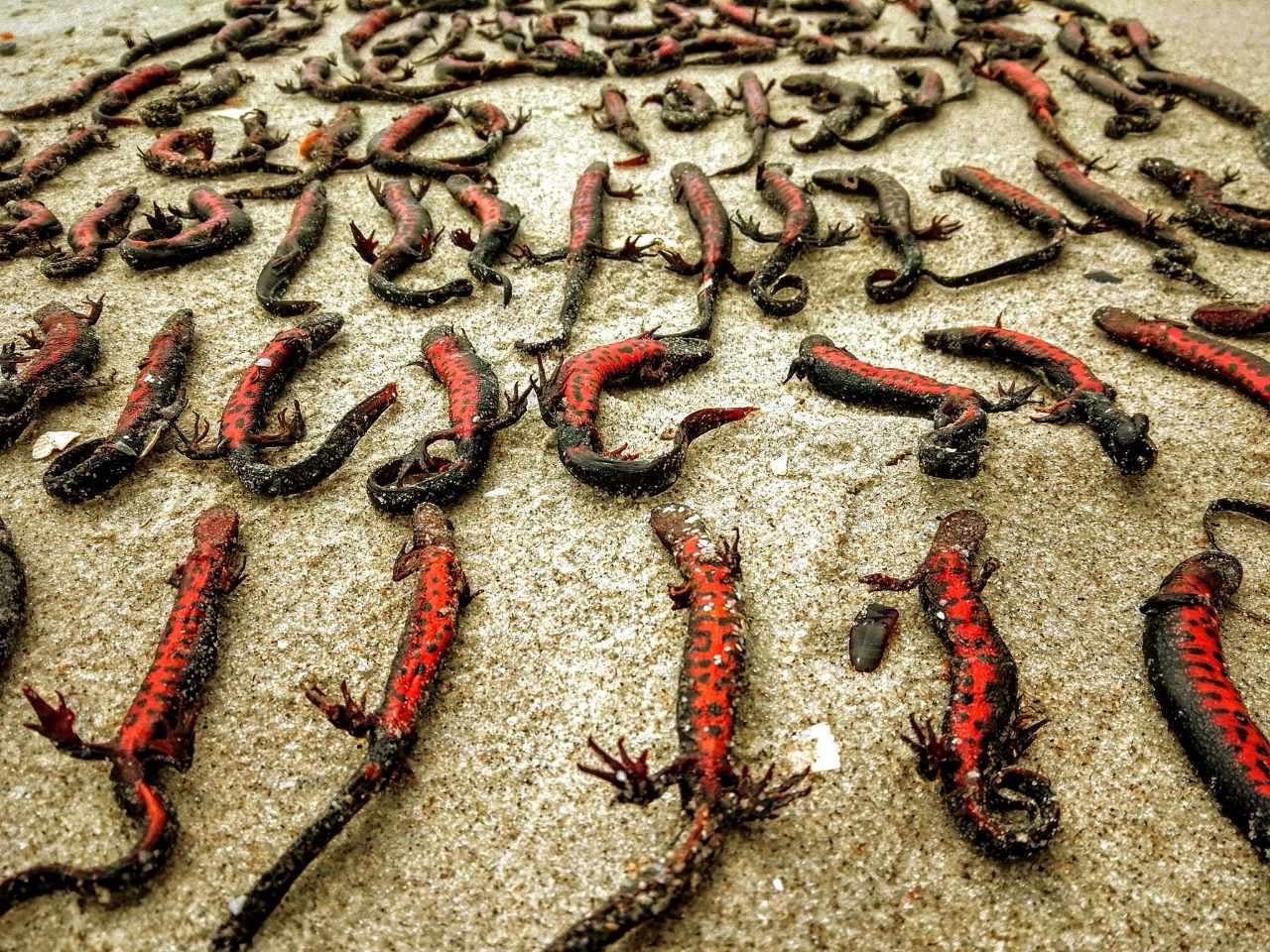
Molche, die infolge der Zerstörung des Kachowka-Staudamms starben; viele Amphibien wurden durch die Flut in das Schwarze Meer gespült

Nach Angabe des Meeresbiologen Wladislaw Balynskyi sei die Artenvielfalt in der Südukraine durch die Flut enorm in Mitleidenschaft gezogen worden. An der Schwarzmeerküste wurden vielerorts gestrandete Tiere entdeckt, darunter zum Beispiel über 200 Kammmolche (Nördlicher Kammmolch, Asiatischer Kammmolch), 55 davon lebend; aufgrund der Zerstörung ihres Lebensraums könnten diese Tiere nirgendwohin zurückkehren. Seit der Flut wurden auch vermehrt Frösche und Wasserschildkröten, die auf Süßwasser angewiesen sind, an der Schwarzmeerküste entdeckt. Ihor Beljakow, Direktor des Zoos von Odessa, berichtete, dass viele Tiere teilweise schon tot auf schwimmenden Inselchen angekommen waren, insbesondere Bisamratten, Molche, Frösche und Schildkröten, die kein salziges Meerwasser vertragen, sowie Schlangen. Noch lebende Molche wurden in das Biosphärenreservat Donaudelta gebracht, wo sie an verschiedenen Stellen freigelassen wurden. Im Laufe der nächsten Wochen ließ der Zoo von Odessa alle geretteten Wildtiere aus der Oblast Cherson wieder im Gebiet frei; nur von den Molchen hatte er Mitte August noch 100 in seiner Obhut.
Der Biologe und Direktor des Instituts für Zoologie an der Nationalen Akademie der Wissenschaften der Ukraine, Vitaly Kharchenko, stellte fest, dass momentan durch Kriegshandlungen die Überwachung der Population oder der Migration von Tieren oder anderer Veränderungen in der Fauna der Region Cherson unmöglich sei. Kleine Tiere wie Schlangen, Nagetiere, Eidechsen, Frösche, Molche und Salamander seien von den Überschwemmungen stark betroffen. Die ökologischen Nischen, die vor der Überschwemmung den genannten Arten einen natürlichen Lebensraum boten, könnten nun von völlig anderen Arten besetzt werden. Einige wirbellose Arten würden aussterben und andere von außen zuwandern. Fische könnten von außerhalb den von der Überschwemmung betroffenen Flussabschnitt des Dnipro sowie den Flussbereich im Kachowkaer Stausee wieder besiedeln. Die Zerstörung des Kachowka-Staudamms führe wahrscheinlich auch zu einer Abwanderung von Tierarten, die auf die verschwundenen Arten als Nahrungsgrundlage angewiesen sind.
Wolodymyr Selenskyj warnte davor, die Chemikalien und Landminen könnten möglicherweise ins Schwarze Meer gespült werden und das dortige Ökosystem und die Schifffahrt beeinflussen. Tierkadaver, Düngemittelreste sowie Gebäudeteile und andere Gegenstände werden noch längere Zeit an die Küste gespült werden und die Wasserqualität beeinträchtigen. Jahrelang werden angeschwemmte Sprengstoffe, Granaten und Panzerabwehr- und Antipersonenminen eine erhebliche Gefahr darstellen. Der ukrainische Umweltminister Ruslan Strilets prognostizierte, dass Trümmer in andere Länder geschwemmt werden: „Europa wird russische Minen an seinen Stränden finden.“ Damit keine treibenden Minen an die Küsten gelangen, werden Schutznetze im Wasser installiert, ähnlich den Netzen, die Schwimmer in anderen Teilen der Welt vor Haien schützen. Vor der Beseitigung von Müllansammlungen an den Küsten wird vorher in Absprache mit den zuständigen ukrainischen Militäreinheiten ein Sprengstofftest durchgeführt. Im Hafen von Odessa wurden 500 Kubikmeter Müll aus dem Wasser gesammelt. Der ehemalige Umweltminister Ostap Semerak bezeichnete den Dammbruch als die größte Umweltkatastrophe in der Ukraine seit der Nuklearkatastrophe von Tschernobyl im Jahr 1986. Anders als Selenskyj sprach Wladimir Putin von „Problemen“, die lösbar seien. Fragen der „ökologischen und sanitären“ Sicherheit müssten ernsthaft angegangen werden.
Die Klimaschutzaktivistin Greta Thunberg kritisierte während eines Besuchs in der Ukraine Ende Juni, wo sie auch mit Selenskyj sprach, dass die weltweite Reaktion auf die Zerstörung des Kachowka-Staudamms nicht laut genug gewesen sei. Ökozid sei eine Form der Kriegsführung. Der russische Umweltaktivist Wladimir Sliwjak rechnet damit, dass neben den ukrainischen Küstenregionen auch bulgarische und georgische Küstenabschnitte von der „giftigen Brühe“ aus dem zerstörten Kachowkaer Stausee betroffen sein könnten. In den Stausee seien jahrzehntelang Abwässer aus benachbarten Fabriken geflossen, und auf dem Grund des Sees seien Industrieabfälle deponiert worden, die mit der Flutwelle nach der Zerstörung des Staudamms entwichen sein könnten.
Die negativen Folgen des Dammbruchs auf die Tierwelt werden sich auf einer Fläche von mindestens 5.000 Quadratkilometern bemerkbar machen, dies entspricht der doppelten Fläche von Luxemburg. Nach Einschätzung des ukrainischen Umweltministers Ruslan Strilez wird es mindestens zehn Jahre dauern, die „biologische Vielfalt und die natürlichen Ökosysteme“, die die Natur über Hunderte von Jahren geformt habe, wiederherzustellen. Der Pflanzenbewuchs werde ein anderer sein. Spezialisten aus 20 Ländern würden an einem Programm zur Wiederherstellung der beeinträchtigten Gebiete arbeiten.
Ein Bericht der Ukrainischen Natur- und Umweltschutzgruppe kommt zu dem Schluss, dass „das Ausmaß der Zerstörung von wildlebenden Tieren, natürlichen Ökosystemen und ganzen Nationalparks […] unvergleichbar größer als die Folgen aller Militäreinsätze seit dem Beginn der großangelegten Invasion im Februar 2022 für die Wildnis“ sei.

### Kernkraftwerk Saporischschja

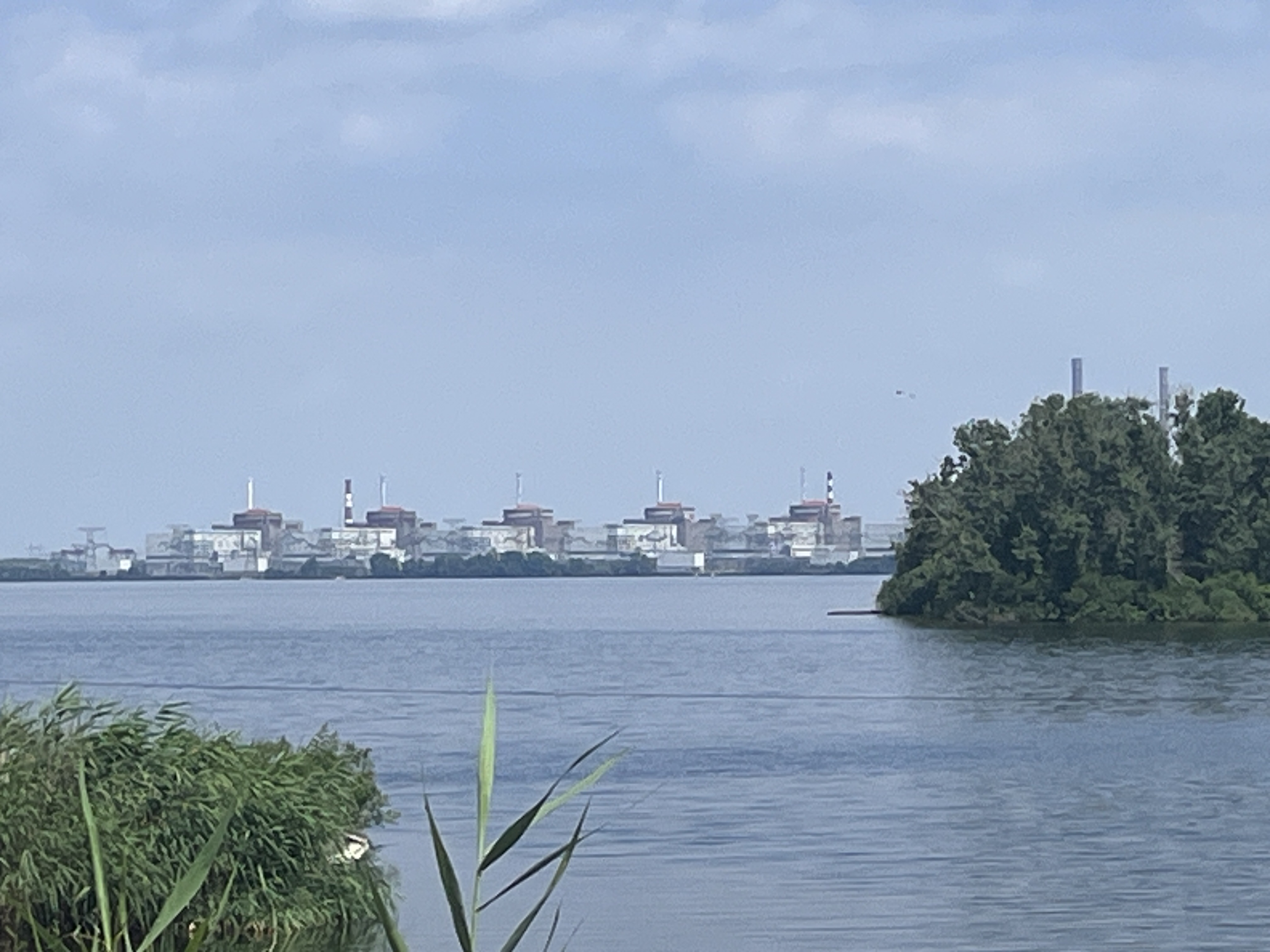
Das 8,2 km² große Kühlwasserbecken des Kernkraftwerks Saporischschja war am 15. Juni 2023, während eines Besuches von IAEO-Chef Rafael Grossi, noch gut gefüllt.

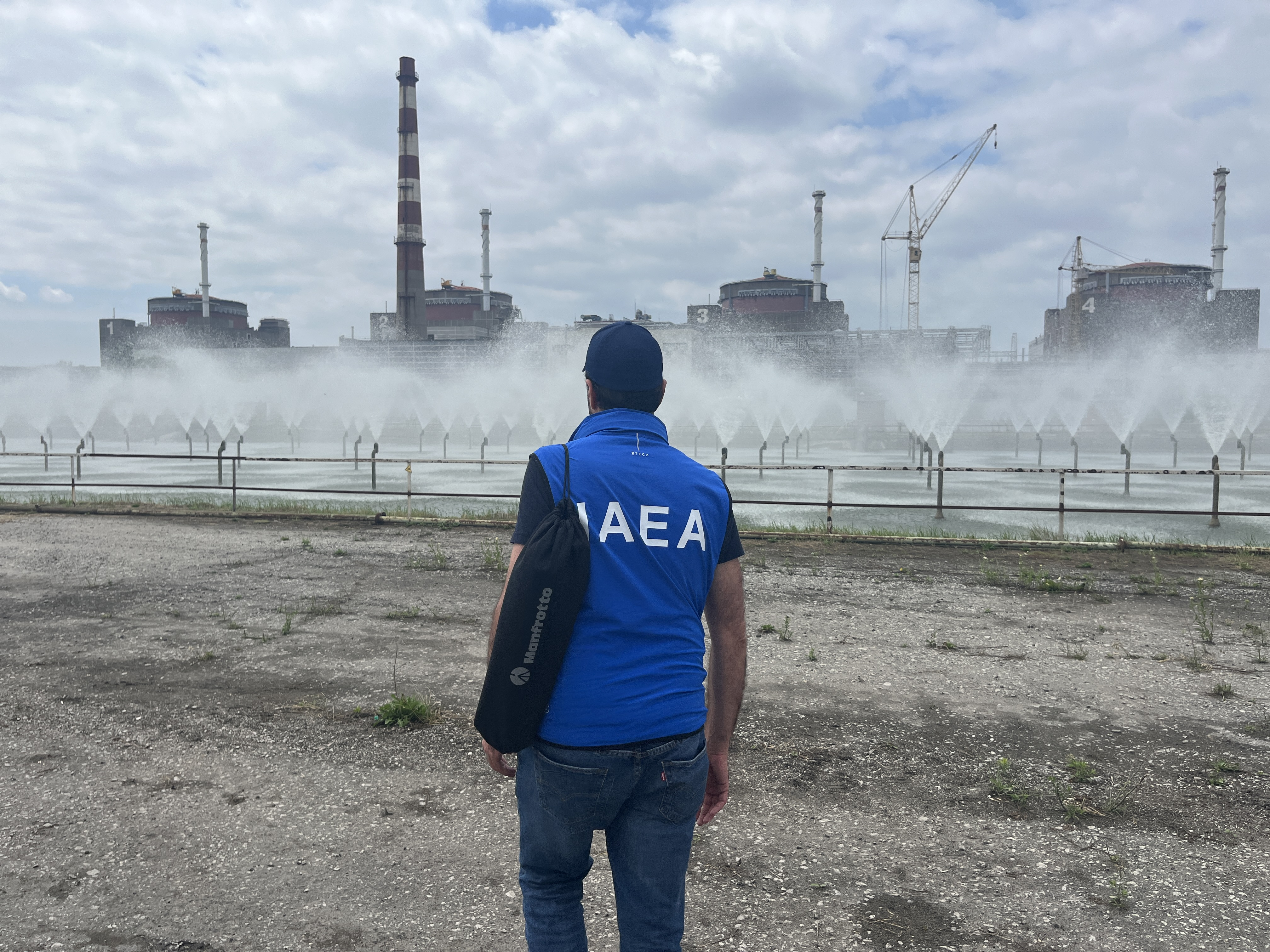
AKW Saporischschja mit Sprinklerbecken am 15. Juni 2023

Satellitenbild vom 7. März 2022 des Kühlwasserbeckens des AKW Saporischschja mit Sprinklerbecken (östlich der Reaktoren, Nr. 9). Sie sind Teil des gesicherten Nebenkühlprozesses und vom Kühlteich getrennt.

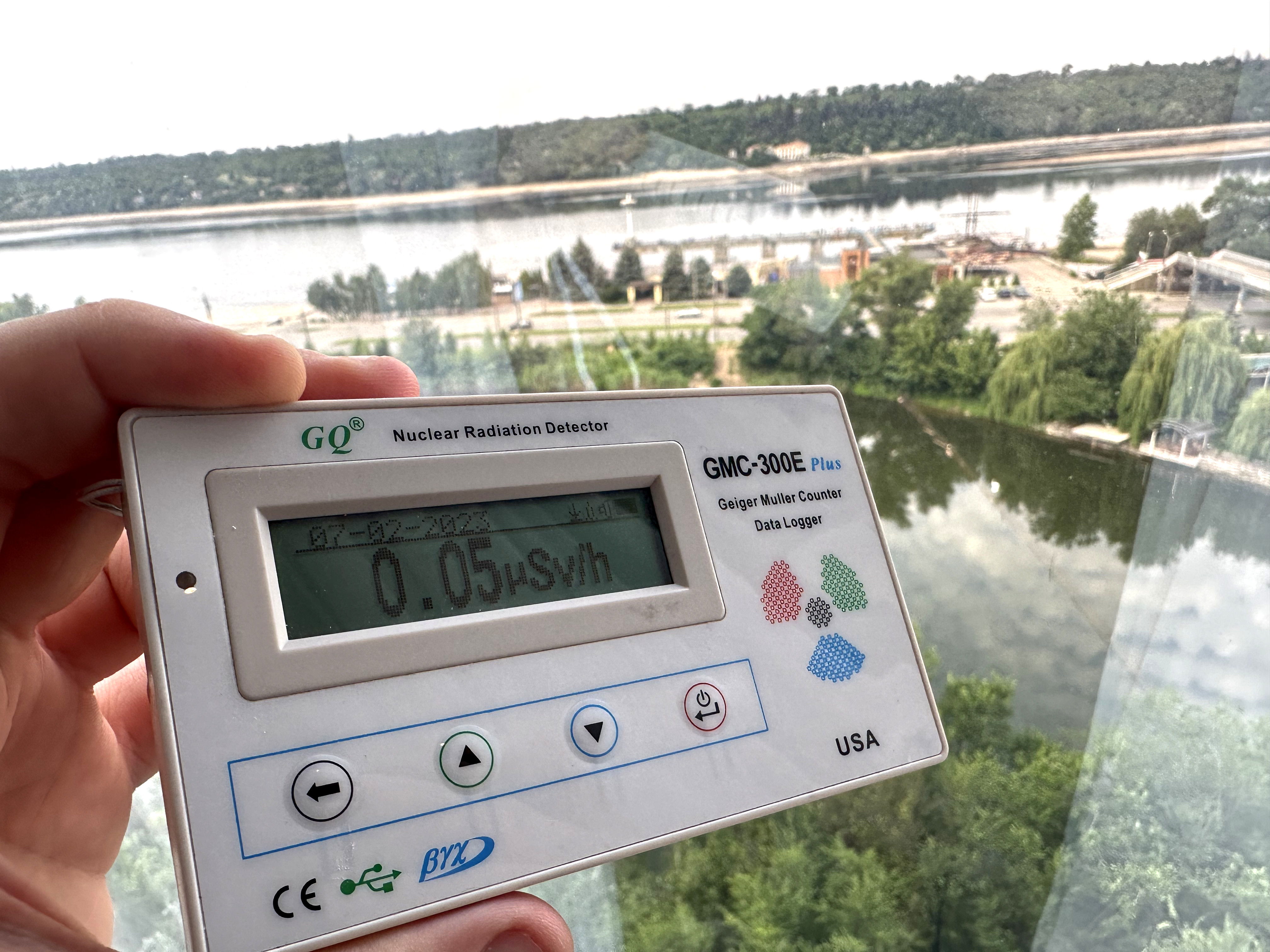
Messung der Radioaktivität in der Stadt Saporischschja mit einem Geigerzähler am 2. Juli 2023

Die Zerstörung des Kachowka-Staudamms hat auch Auswirkungen auf das Kernkraftwerk Saporischschja. Die UN-Atomaufsicht IAEO ging davon aus, dass es, sollte der Wasserstand im Stausee zu weit absinken, für die Nachkühlung des in den Kaltabschaltzustand versetzten Kernkraftwerks Saporischschja ausreichend Wasser aus anderen Quellen gibt. Bei einem Wasserstand unter 12,7 m sei die Kühlung der Reaktoren, Brennelementelager und Dieselgeneratoren mit Wasser aus dem Stausee nicht mehr möglich. Am 6. Juni um 8 Uhr lag der Wasserstand noch bei 16,4 m, von der IAEO wurde tagsüber ein Absinken um 5 cm/Stunde gemeldet und somit ein mögliches Ende der Kühlwasserentnahme aus dem Stausee in einigen Tagen erwartet. Nach der Zerstörung begann das AKW, möglichst viel Wasser aus dem sich leerenden Stausee in die Kühlwasserkanäle des Wärmekraftwerks Saporischschja, über die auch das AKW-Kühlwasserbecken befüllt wird, zu pumpen. Der Inhalt des Kühlwasserbeckens des AKW, das laut einem Appell von IAEO-Generaldirektor Grossi unbedingt intakt bleiben muss, sollte für einige Monate ausreichen. Nachdem die bislang als kritisch geltende Marke von 12,7 m am Abend des 8. Juni erreicht wurde, stellte man fest, dass die Kühlwasser-Ansaugpumpen mit deutlich niedrigeren Wasserständen als erwartet zurechtkommen und voraussichtlich sogar noch bei Pegeln bis 11 m oder etwas darunter funktionieren.
Da das Stauseewasser die für den Normalbetrieb erforderlichen ca. 12 GW Kühlleistung erbrachte, ist das Werk nach Ansicht des Leiters der Gesellschaft für Anlagen- und Reaktorsicherheit (GRS) für die Stromproduktion durch das Auslaufen des Stausees praktisch unbrauchbar geworden. Die Anwohner des Kernkraftwerks würden sich vorsorglich mit Kaliumiodid- oder Kaliumiodat-Tabletten auf eine mögliche Kernschmelze vorbereiten. Für die Sicherheit der Anlage sei es von entscheidender Bedeutung, eine neue Wasserquelle zur Kühlung der Reaktoren zu finden. Ein Drainagesystem füllt das Wasser im Kühlbecken derzeit wieder auf und verringert damit die Absenkungsrate von bis zu einem Zentimeter pro Tag aufgrund des Wasserverbrauchs und der Verdunstung. Laut IAEO muss dringend eine neue Lösung gefunden werden. Olena Pareniuk, leitende Forscherin am Institut für Sicherheitsprobleme von Kernkraftwerken an der Nationalen Akademie der Wissenschaften der Ukraine, sagte Mitte Juli 2023, dass der Wasserstand im Kühlbecken bei mindestens 16 Metern (was mindestens dem Stauziel des Stausees entspricht) stehe; dies bedeute aber keine Entwarnung. Die IAEO verfolgt nach der Zerstörung des Kachowka-Staudamms weiterhin die Entwicklungen im Zusammenhang mit der Verfügbarkeit von Wasser zur Kühlung der sechs Reaktoren des Kernkraftwerks sowie für andere wichtige nukleare Sicherheitsfunktionen. Eine Möglichkeit zur Bereitstellung des für die Kühlung der verbrauchten Brennstäbe in den Sprinklerbecken benötigten Wassers (wenige m³ pro Tag), wofür derzeit Grundwasser genutzt wird, könnte der Bau weiterer Brunnen sein. Der Kühlwasserkanal des nahegelegenen Wärmekraftwerks Saporischschja, über den das große Kühlwasserbecken des KKW bis zur Zerstörung der Staumauer aufgefüllt wurde, ist ebenfalls gefüllt und steht als Wasserreservoir zur Verfügung.
Das Kernkraftwerk Saporischschja ist nach Aussage des Atomtechnik-Experten Sebastian Stransky von der GRS durch einen getrennten Kühlkreislauf und eine äußere Schutzhülle besser geschützt als das Kernkraftwerk Tschernobyl und das Kernkraftwerk Fukushima Daiichi (bei denen es zu einer Katastrophe kam), so dass hier ein Beschuss der Anlage nicht zwangsläufig zu einem kerntechnischen Unfall führen müsse. Zudem wurde die Stromerzeugung in Saporischschja bis zum 11. September 2022 beendet, so dass die Reaktoren zum Zeitpunkt der Zerstörung der Staumauer nur noch vergleichsweise wenig Nachzerfallswärme produzierten. Der Reaktorunfall von Tschernobyl geschah hingegen bei laufendem Betrieb. Im Gegensatz zu den in Tschernobyl als Moderator genutzten Graphitstäben, die dort in Brand geraten waren, erfüllte in den Saporischschjaer Reaktoren Leichtwasser diese Funktion.
Im Falle eines Angriffs auf das Kernkraftwerk Saporischschja und des Austritts radioaktiver Substanzen würden diese, wenn sie in den Dnipro gelangten, nicht mehr durch den Damm zurückgehalten, sondern ungehindert in das Schwarze Meer transportiert werden.

### Wasserversorgung

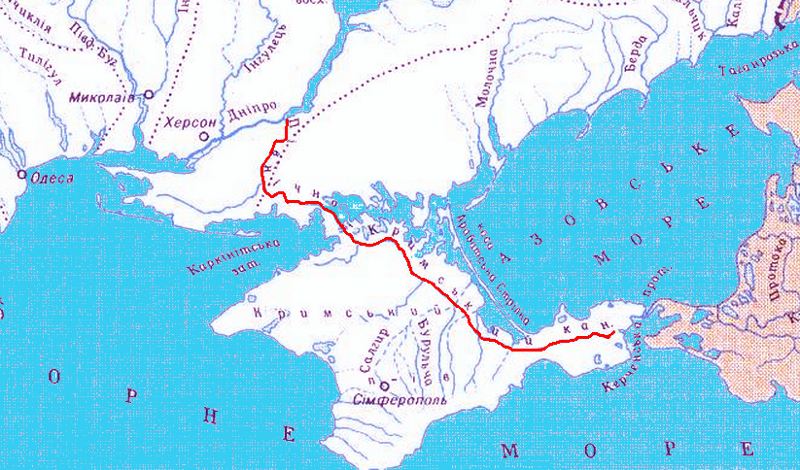
Der Nord-Krim-Kanal lieferte 85 Prozent des Süßwassers der Krim

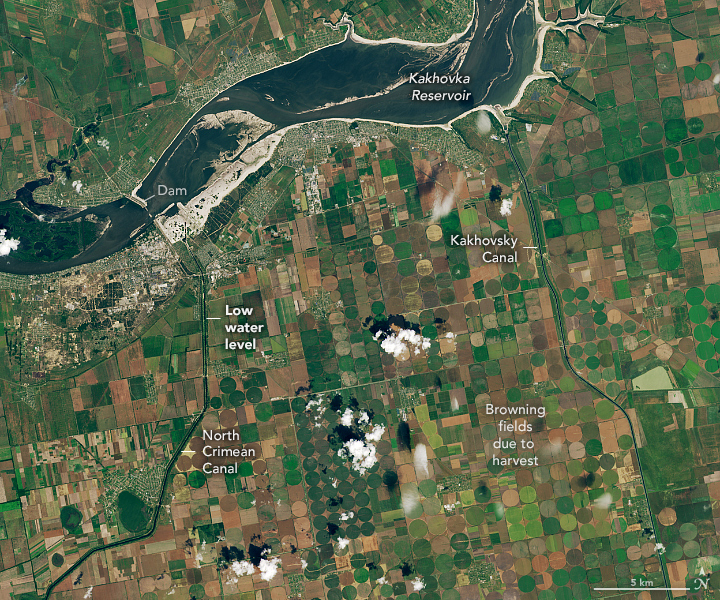
Der zerstörte Staudamm am 18. Juni 2023 und der Nord-Krim-Kanal mit niedrigem Wasserstand abzweigend vom Dnipro sowie der Kachowski-Kanal

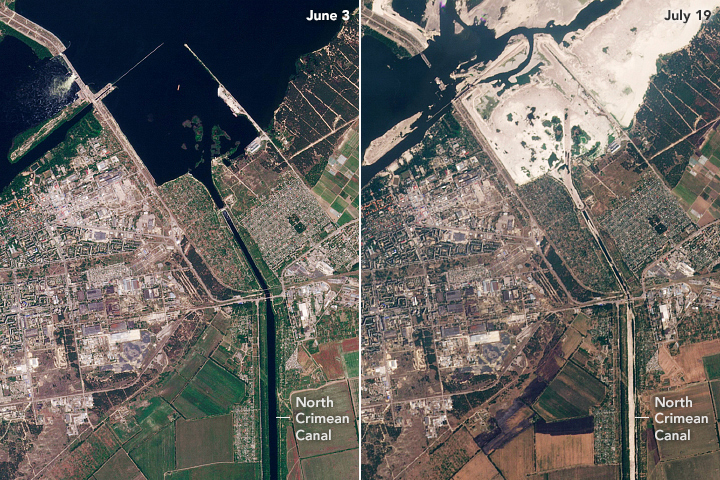
Der Kachowka-Staudamm mit Nord-Krim-Kanal am 3. Juni und 19. Juli 2023

Der Dammbruch hat zur Folge, dass die Wasserversorgung der Landwirtschaft im besetzten Süden der Ukraine sowie der Landwirtschaft auf der Krim stark beeinträchtigt wird. Durch das Absinken des Wasserpegels im Kachowkaer Stausee wird der Nord-Krim-Kanal, der 85 Prozent des Frischwasserbedarfs der Halbinsel abdeckte, nicht mehr nutzbar sein. Die Trinkwasserversorgung der Menschen auf der Halbinsel ist zwar nicht betroffen, es wird aber Bewässerungswasser für die Felder fehlen. Auch auf der von der Ukraine gehaltenen Seite des Dnipro wird die landwirtschaftliche Produktion beeinträchtigt sein. Ihor Syrota, der Chef des ukrainischen Wasserkraftunternehmens Ukrhydroenergo, prognostizierte am 12. Juni 2023, dass „mindestens ein Jahr lang“ kein Wasser durch den Nord-Krim-Kanal auf die Krim fließen werde. Als Reaktion auf die russische Annexion der Krim im Jahr 2014 riegelte die Ukraine den Kanal ab. Wenige Tage nach dem Russischen Überfall auf die Ukraine im Februar 2022 besetzten russische Soldaten den Kachowka-Staudamm und stellten die Wasserzufuhr wieder her.
Ab dem 6. Juni wurden mehr als 205.000 Tabletten zur Desinfektion von Trinkwasser für den Bedarf der Bevölkerung in den betroffenen Gebieten in Dnipropetrowsk, Saporischschja, Cherson, Mykolajiw und Odessa ausgegeben, sowie für Wasserversorgungsunternehmen und kritische Infrastruktureinrichtungen.
Seit der Zerstörung des Damms kommt es in der Region sowie in Teilen der rund 50 km nordwestlich liegenden Großstadt Krywyj Rih, die einen großen Teil ihres Wassers durch den Dnepr-Krywyj-Rih-Kanal aus dem Kachowkaer Stausee bezog, zu Wasserengpässen. Nach Aussage der Ökologin Anna Ambrasova litt die Stadt wegen des hohen Bedarfs der Industrie seit Jahren im Sommer an Wassermangel. Sie hält die Pläne zur Erschließung neuer Quellen für verspätet und nicht durchdacht, wie etwa den zur Wasserversorgung durch den Fluss Inhulez. „Ein großer Teil des Flusses fließt durch das Industriegebiet. Er hat eine hohe Konzentration chemischer Stoffe. Um das dortige Wasser stärker zu nutzen, müssen wir die Aufbereitung verbessern.“ Zudem sei die Wassermenge des Inhulez stark begrenzt. Der Wassermangel beeinträchtigt den Betrieb wichtiger Metallurgieanlagen im Süden des Landes, unter anderem des größten Hüttenwerks der Ukraine ArcelorMittal in Krywyj Rih sowie der Ferrolegierungswerke in Saporischschja und Nikopol. ArcelorMittal Kryvyi Rih musste wegen der verringerten Wasserversorgung die Stahlproduktion und die Herstellung von Walzprodukten vollständig einstellen; doch konnten die Walzwerke ab dem 15. Juni teilweise wieder in Betrieb genommen werden. Der Betrieb konnte aber bis zum 6. Juli nicht in vollem Umfang wieder aufgenommen werden. Die Unternehmenszeitung von ArcelorMittal Kryvyi Rih berichtete Mitte Juli 2023, dass das Wasserproblem in der Stadt Krywyj Rih teilweise gelöst sei. Eine neue Wasserleitung mit einer Kapazität von etwa 3.000 Kubikmetern pro Stunde ermögliche es, Wasser aus dem Fluss Inhulets zu entnehmen und in ein Staubecken zu leiten. Der Bau einer neuen Hauptleitung unter Nutzung des bestehenden Wasserversorgungssystems sei eines von vier Projekten, die in der Stadt umgesetzt würden. Mitte August war die Wasserversorgung von Krywyj Rih in allen Stadtteilen wiederhergestellt. Die Stadt wird mit Wasser aus dem Karatschuniwka-Stausee und einem weiteren Stausee versorgt. Viele Bewohner beschwerten sich über die mangelnde Qualität des Wassers, es rieche nach Sumpf und sei rötlich gefärbt. Am 21. August wurde die neue Hauptleitung unter Nutzung des bestehenden Wasserversorgungssystems in Betrieb genommen.
Volodymyr Starodubtsev von der Nationalen Universität für Lebens- und Umweltwissenschaften der Ukraine prognostizierte, dass es für die Gemeinden, die für Trinkwasser und die Bewässerung von Ackerland auf den Kachowkaer Stausee angewiesen sind, schwierig, wenn nicht unmöglich werde, diese Wasserressource zu ersetzen. Die ukrainische Regierung verteilt nach dem Bruch des Staudamms im betroffenen Gebiet Wasser; dabei wird differenziert: Blaue Tanks enthalten Betriebswasser, das sich zum Waschen, aber nicht zum Trinken eignet. In Lebensmittelgeschäften war Mineralwasser schnell ausverkauft, sodass die Regierung Lkw mit Mineralwasserpaletten in das Flutgebiet schickte. In der Region Cherson sind 250.000 Einwohner aufgrund der Damm-Zerstörung auf Grundwasser schlechter Qualität mit einem hohen Gehalt an Chloriden angewiesen. Bei 37 % der Grundwasserbrunnen in der Region Cherson liegt die Menge an Chlorid über dem nach internationalem Standard zulässigen Höchstwert. Oleksandr Kubrakov, Minister für Infrastruktur der Ukraine, gab am 3. Juli bekannt, dass die Ukraine mit dem Bau von drei Pipelines mit einer Gesamtlänge von fast 150 km beginnen werde, um die Trinkwasserversorgung von mehr als 1 Million Menschen in den Oblasten Cherson, Mykolajiw und Dnipropetrowsk zu gewährleisten. Nach Angaben des ukrainischen Umweltministeriums sind, mit dem Stand vom 25. Juli 2023, rund 1,25 Millionen Menschen in den Oblasten Dnipro, Saporischschja, Mykolajiw und Cherson ohne stabile Wasserversorgung; 700.000 Menschen seien auf Hilfsmaßnahmen angewiesen, um sauberes Trinkwasser zu erhalten.

### Energieversorgung
Die Überschwemmung der Stromverteilungsinfrastruktur führte zu Unterbrechungen der Stromversorgung in den umliegenden Gebieten. Die ukrainische Betreiberagentur Ukrhydroenergo verringerte den Wasserfluss durch den zerstörten Damm, indem sie an der Funktionsweise anderer Wasserkraftwerke weiter oben am Dnipro Änderungen vornahm, um das Ausmaß der Überschwemmungen zu reduzieren. Das verminderte allerdings die erzeugte Strommenge. Durch die Zerstörung der Staumauer und das Auslaufen des Stausees gingen enorme Kraftwerkskapazitäten verloren: Neben den 357 MW des Wasserkraftwerks Kachowka können auch die 5700 MW des Kernkraftwerks Saporischschja und die 3600 MW des Wärmekraftwerkes Saporischschja nicht genutzt werden, da beiden die leistungsfähige Kühlmöglichkeit durch Wasser des Stausees verloren ging.
Der ukrainische Energieminister Herman Haluschtschenko bat europäische Partner, größere Mengen Strom an sein Land zu liefern, insbesondere die Obergrenze für Stromimporte aus der EU von derzeit einem Gigawatt auf zwei Gigawatt zu erhöhen. Der zuständige ukrainische Wasserkraftversorger kündigte an, dass künftig mehr Wasser am Oberlauf des Dnipros angestaut werde, um die Region mit Strom zu versorgen. Der Dnipro hat insgesamt zwischen Kiew und dem Schwarzen Meer sechs Staudämme. Die fünf anderen, alle oberhalb des Kachowka-Stausees angelegten Talsperren stehen nach wie vor unter der Kontrolle der Ukraine.

### Kulturgüter
Vermutlich sind etwa 15 Museen und historische Stätten direkt von der Flut betroffen. Das ehemalige Wohnhaus der ukrainischen Künstlerin Polina Rajko, welches mit diversen Wandgemälden von ihr ausgestattet war und als Museum für die Öffentlichkeit geöffnet war, wurde überschwemmt. Die meisten Innenwände des Hauses stürzten ein. Das Bild Mauer mit den Schwestern ging völlig verloren, andere Bilder wurden zum Teil schwer beschädigt. Ein Fresko ist zu etwa 30–40 % erhalten geblieben. Die Tjahynka-Festung aus dem 14. und 15. Jahrhundert wurde überschwemmt. Zudem liegen diverse skythische und kosakische Kurgane (Grabhügel) im Überschwemmungsgebiet. Zu den gefährdeten Objekten gehört die sogenannte Ponjatiwske-Siedlung aus der Eisenzeit (4. Jahrhundert v. Chr.). Nach einer vom ukrainischen Ministerium veröffentlichten Liste befinden sich die meisten der betroffenen Kulturobjekte auf der von Russland besetzten Seite des Dnipro. Sicherungsmaßnahmen für archäologische Ausgrabungsstätten sind wegen der Kampfhandlungen schwer zu organisieren.
Wie das Ministerium für Kultur und Informationspolitik der Ukraine am 13. Juni 2023 berichtete, bat das für die Erhaltung des Kulturerbes und der kulturellen Werte zuständige Koordinierungszentrum insbesondere die UNESCO um Unterstützung bei der Erhaltung, Dokumentation und Erforschung von Kulturgütern in den betroffenen Gebieten. Es sei ein großes Gebiet zu vermessen, was sich aufgrund der russischen Besatzung als schwierig erweise. Es müssten auch Maßnahmen ergriffen werden, um weitere Verluste durch Plünderung von Kulturgütern zu verhindern.
Des Weiteren seien die Trocknung, Reinigung, Stabilisierung und Konservierung von Kulturgütern wichtig.
Kateryna Chuyeva, stellvertretende Ministerin für Kultur und Informationspolitik der Ukraine, forderte eine gründliche Diskussion im Hinblick auf einen möglichen Wiederaufbau des Staudamms. Die Ukraine dürfe ihre Kulturgüter, die nach der Austrocknung des Kachowkaer Stausees zum Vorschein gekommen seien, kein zweites Mal unter Wasser setzen, wie es beim Bau des zerstörten Kachowka-Staudamms in der Zeit der Sowjetunion zwangsweise geschehen sei. Die Sowjetregierung habe den Ukrainern bereits die Möglichkeit genommen, die zahlreichen einzigartigen Objekte des Kulturerbes zu erkunden, die bei der Errichtung des Kachowka-Stausees überschwemmt worden seien. Es müsse die gemeinsame Anstrengung unternommen werden, dass kein Objekt außer Acht gelassen werde. Laut der UNESCO könnten Kulturgüter durch Notfallrettungsaktionen gesichert werden. Der Kunsthistoriker Kilian Heck von der Universität Greifswald wertete die Zerstörung des Staudamms als „eine Katastrophe für viele Kulturgüter in der Südukraine“. Die archäologischen Stätten in den Regionen Saporischschja, Cherson und Mykolajiw würden von Dieben und Grabräubern geplündert.

### Schifffahrt

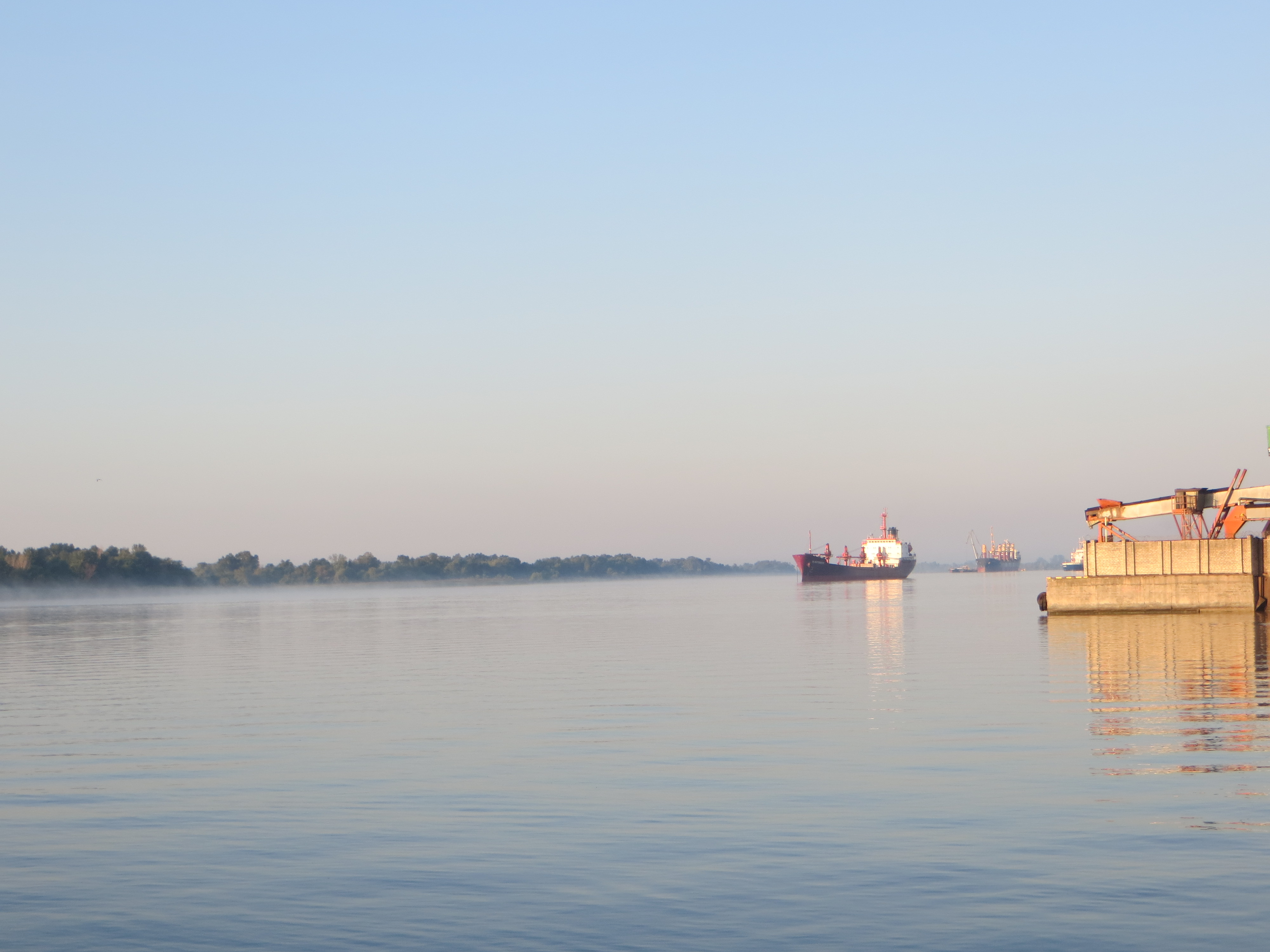
Dnipro bei Cherson; die Schifffahrt ist auf dem Fluss nur noch eingeschränkt möglich, Bild von 2017

Nach der Zerstörung des Kachowka-Staudamms war der als wichtige Exportroute für Agrarprodukte genutzte Fluss Dnipro streckenweise unpassierbar. „Er ist die Hauptverkehrsader der Flussschifffahrt in der Ukraine. Und die Kachowka-Schleuse war die letzte Dnipro-Schleuse, die alle Schiffe auf das offene Meer hinausließ“, erklärte die staatliche Schifffahrtsverwaltung der Ukraine. Nun sei das Tor für ukrainische Exporte blockiert. Dies wiederum wirkt sich auf die Gesamtumschlagskapazität der ukrainischen Seehäfen aus. Weggeschwemmte Landminen und Chemikalien sind weitere Gefahren für die Schifffahrt. Yevhenii Ihnatenko von der ukrainischen Schifffahrtsverwaltung berichtete, dass mehr als ein Dutzend Transportterminals und zwei Flusshäfen durch die Entleerung des Stausees unbrauchbar geworden seien. Nachdem die Schifffahrt auf dem unteren Teil des Dnipro bereits seit der Invasion Russlands und seiner Besatzung des linken Ufers (zeitweilig auch beider Ufer) stark beeinträchtigt war, könnten Lastkähne und andere Schiffe nun auch den Kachowka-Staudamm aufgrund von Bruchstücken und Trümmern der Explosion im Bereich der Schleuse nicht mehr passieren. Viele Lastkähne und Schlepper sowie hölzerne Fischerboote lägen auf dem ausgetrockneten Grund des Stausees.

### Vorläufige Schätzung des Gesamtschadens
Die Zerstörung des Kachowka-Staudamms am 6. Juni hat nach ukrainischer Darstellung Schäden für die Umwelt von ca. 1,5 Milliarden Dollar (knapp 1,4 Milliarden Euro) verursacht. Diese „vorläufigen Schätzungen“ umfassten keine „Verluste für die Landwirtschaft, Infrastruktur, Unterkünfte, und die Kosten für den Wiederaufbau des Kraftwerks selbst“, sagte der ukrainische Regierungschef Denys Schmyhal bei einer internationalen Wiederaufbaukonferenz in London am 21. Juni 2023. Nach neueren Ergebnissen des ukrainischen Wirtschaftsministeriums beliefen sich die durch den Dammbruch verursachten direkten Verluste auf mindestens 2 Milliarden US-Dollar. Allein die Umweltschäden beliefen sich auf 1,5 Milliarden US-Dollar, die Wohnungsbauverluste werden auf 950 Millionen US-Dollar geschätzt und der Energiesektor hat 624 Millionen US-Dollar verloren. Die Kosten für die Reparatur des durch die Überflutungen beschädigten Straßennetzes belaufen sich auf 311 Millionen US-Dollar. Das Stromunternehmen Ukrhydroenergo macht durch die Zerstörung des Kachowka-Staudamms 100 Millionen US-Dollar jährliche wirtschaftliche Verluste.

### Pläne für einen Wiederaufbau des Staudamms
Ukrhydroenergo kündigte an, an einem Projekt zum Bau einer „Überlagerung“ über dem Damm und dem Wasserkraftwerk zu arbeiten, um den Wasserstand wieder auf das Niveau vor der Zerstörung zu bringen. Das Projekt werde beginnen, sobald die russischen Streitkräfte die Ostseite des Dnipro verlassen hätten, und voraussichtlich zwei Monate dauern. Umgekehrt werden nach Angaben des Gouverneurs des russisch besetzten Teils der Oblast Cherson, Wolodymyr Saldo, jegliche Restaurierungsarbeiten am Damm und am Kraftwerk von russischer Seite erst durchgeführt, nachdem die ukrainischen Truppen in eine sichere Entfernung zurückgedrängt sein werden.
Der ukrainische Ministerpräsident Denys Schmyhal verkündete am 18. Juli 2023, dass die ukrainische Regierung ein Wiederaufbauprojekt für das Wasserkraftwerk Kachowka gebilligt hat. Schmyhal erklärte, dass das Projekt in zwei Phasen mit einer Dauer von zwei Jahren ausgeführt werden solle. In der ersten Phase sollen Ingenieursentwürfe erstellt werden und eine Basis für Restaurierungsarbeiten geschaffen werden. Die zweite Phase beginne nach der Räumung der Gebiete, in denen sich das Wasserkraftwerk befindet, von russischen Truppen. Frühere Expertenmeinungen gingen von einer Wiederaufbauzeit von fünf bis sieben Jahren aus.
Ihor Syrota, der Chef des ukrainischen Wasserkraftunternehmens Ukrhydroenergo, erklärte, dass die Oblaste Mykolajiw, Cherson und Teile der Oblaste Dnipro und Saporischschja die meisten Sonnentage in der Ukraine hätten und dieses Gebiet auch das windreichste sei, sodass es sich für die Entwicklung erneuerbarer Energien eignen würde. Ein Wiederaufbau des Wasserkraftwerks Kachowka könne die unvorhersehbaren Leistungsschwankungen der Wind- und Solarkraftwerke ausgleichen. Durch die Zerstörung des Kachowka-Staudamms habe die Oblast Cherson 94 % des Wassers für Landwirtschaft und Industrie verloren, die Oblast Dnipro 64 % und die Oblast Saporischschja 70 %; es gebe keine praktikable Alternative. Außerdem könne das Wasserkraftwerk Dnipro derzeit aufgrund des niedrigen Wasserstands des Flusses nicht mit voller Kapazität betrieben werden; deshalb sei der Bau eines weiteren Dammes in seiner Nähe geplant, um dort den Wasserspiegel um einen Meter anzuheben.
Vadim Kraynyk, Vorstandsvorsitzender von „Ukrhydroproject“, spricht im Hinblick auf den Wiederaufbau des Wasserkraftwerks Kachowka von Experimenten. Es handele sich dabei nicht um eine typische Planungssituation, da keine Ausgangsdaten vorlägen und kein Zugang zum Baugebiet möglich sei. Ivan Pereghinets, Direktor des wissenschaftlichen und technischen Zentrums der Akademie für Bauwesen der Ukraine, geht davon aus, dass die Ukraine mit einem solchen Bau zurechtkommen würde, weil sie über eine leistungsstarke Schule für Wasserbau verfüge. Bezüglich der Materialien für den Wiederaufbau des Staudamms gebe es keine Neuerungen, es werde sulfat- und säurebeständiger Stahlbeton verwendet. Das Projekt sieht auch den Bau einer Fischtreppe vor, was am zerstörten Staudamm nicht vorhanden war.
Experten kritisierten die Pläne für einen Neubau des Staudamms.
Die Mehrheit der Ökologen und Historiker sind gegen den Wiederaufbau des Kachowka-Staudamms, Energiearbeiter und Landwirte sind mehrheitlich dafür, die Öffentlichkeit ist traditionell gespalten. Die Gesamtkapazität der ukrainischen Wasserkraftwerke beträgt 4.600 MW; sie produzieren damit 8 % des ukrainischen Stroms. Die Kapazität des Wasserkraftwerks Kachowka lag bei 351 MW mit einem Beitrag von nur 0,9 % der Stromerzeugung. Es ist fraglich, ob sich ein Neubau bezüglich der Stromerzeugung lohnen würde.
Beim Projekt des Neubaus wird die Möglichkeit in Betracht gezogen, Einheiten zu bauen, die sowohl im Generator- als auch im Pumpenmodus arbeiten können mit einer Leistung von 550–600 MW. Oleh Nivievskyi, Experte für Land und Agrarwirtschaft von der Kyiv School of Economics, erklärte, dass die Wiederherstellung des Kachowka-Staudamms ein wichtiges Glied einer Kette sei, um die Landwirte im Süden der Ukraine zu unterstützen.
Laut dem im russisch besetzten Gebiet der Oblast Cherson eingesetzten Gouverneur Wolodymyr Saldo stehe der Wiederaufbau „kurz vor der Tür“, denn in den Archiven gebe es eindeutige Bauberechnungen. Er sagte, dass der Damm wahrscheinlich wieder aufgebaut werden müsse. Der russische Energieminister Nikolay Shulginov wandte ein, dass es noch nicht möglich sei, eine Inspektion des Kachowka-Staudamms durchzuführen, um seine Wiederherstellung zu beurteilen. Eine Untersuchung könne erst nach einer „Normalisierung der Lage“ stattfinden.
Die ukrainische Botanikerin, Ökologin und Naturschützerin Anna Kuzemko vom Kholodny-Institut für Botanik der Ukraine sagte, dass sich die Wiederherstellung des Stausees aus ökologischer Sicht definitiv nicht lohnen würde. Die Bauern hätten die letzten Reste natürlicher Vegetation umgepflügt, sogar an den Hängen. Und dann würden sie sich über ausgetrocknete Flüsse, Staubstürme und Dürren beschweren. Sie würden „verrückte“ Kredite aufnehmen, um irgendwie damit klarzukommen. Die Idee, das Gebiet „in einem natürlicheren Zustand“ zu belassen, sei ein „altes Problem“. Kuzemko glaubt, dass durch den Wiederaufbau des Stausees sozioökonomische Probleme gelöst werden können, aber es würden erneut dieselben Risiken und Gefahren geschaffen werden. Es gebe andere Möglichkeiten, diese Probleme zu lösen. Eugene Khlobistov, Professor der Ökologieabteilung der Nationalen Universität Kiew-Mohyla-Akademie, erklärte, dass es bei der Planung des Kachowka-Staudamms nicht um das Wohlergehen der Ukraine als Staat gegangen sei, sondern um Interessen der Sowjetunion, die heute nicht mehr existiert. Die Erschaffung des Kachowkaer Stausees sei Bestandteil des sogenannten „Stalin-Plans zur Umgestaltung der Natur“ gewesen, der ab 1949 bestimmte energetische, technische und logistische Bedürfnisse befriedigt habe. Im Jahr 2023 sei die Zweckmäßigkeit dieses Wasserbaus nicht relevant. Heute könnten die Landwirtschaft und alle lebenserhaltenden Systeme auf der Grundlage moderner Technologiemodelle funktionieren, ohne dass künstliche Stauseen geschaffen werden müssten. Als Beispiel nannte er Saudi-Arabien und Israel, wo ein Wüstenklima herrscht.
Nach Schätzungen würde der Wiederaufbau des Wasserkraftwerks Kachowka über 1 Milliarde Euro kosten, wobei die Gesamtkosten bezüglich der Sanierung des Kachowkaer Stausees wohl deutlich höher ausfallen. Bei einem neuen Damm wäre auch die Gefahr einer erneuten Zerstörung ein Risiko.

## Reaktionen

### Ukraine
Die Ukraine macht für die Zerstörung Russland verantwortlich und hat eine Dringlichkeitssitzung des UN-Sicherheitsrats und einen Ausschluss Russlands aus diesem gefordert. Der ukrainische Außenminister Dmytro Kuleba erklärte, die ukrainische Regierung wolle „die Frage des russischen Terroraktes“ zudem vor den Gouverneursrat der Internationalen Atomenergiebehörde (IAEO) bringen. Er forderte die EU und die G7-Staaten auf, „neue, verheerende Sanktionen gegen Russland zu verhängen“. Kuleba kritisierte die internationalen Medien dafür, dass sie die ukrainischen und russischen Behauptungen zunächst als gleichermaßen glaubwürdig dargestellt hätten, wodurch „Fakten und Propaganda gleichgestellt“ worden seien. Der ukrainische Präsident Wolodymyr Selenskyj verglich die Zerstörung des Staudamms mit dem Einsatz einer Massenvernichtungswaffe: „Das ist die größte menschengemachte Umweltkatastrophe in Europa seit Jahrzehnten. Russland hat eine ökologische Massenvernichtungswaffe gezündet.“ Selenskyj erklärte auch, dass es physisch unmöglich sei, diesen Damm durch Beschuss zu zerstören. Die ukrainische Generalstaatsanwaltschaft leitete eine Voruntersuchung zum Sachverhalt des Ökozids und der Verstöße gegen Kriegsgesetze beim Internationalen Strafgerichtshof ein.

### Russland
Dimitri Peskow, der Pressesprecher des russischen Präsidenten, machte ukrainischen Beschuss für die Zerstörung des Staudamms verantwortlich. Wladimir Putin nannte die Zerstörung einen „barbarischen Akt“ seitens der Ukraine. Laut dem russischen Verteidigungsminister Sergei Schoigu wolle die Ukraine damit die russische Offensive in diesem Teil der Front aufhalten. Der in der Oblast Cherson eingesetzte russische Gouverneur sagte allerdings, der zerstörte Damm würde der russischen Armee nützlich sein. Die Sprecherin des russischen Außenministeriums, Maria Sacharowa, forderte, der Vorfall sollte Gegenstand einer „weltweiten Studie, Forschung und Untersuchung“ sein, und warf dem Westen vor, dass er „den endlosen Wunsch verspüre, Russland für alles die Schuld zu geben“. Am 13. Juni erklärte Putin, dass die Zerstörung des Staudamms „die ukrainische Offensive vereitelt“ habe, und wies ferner darauf hin, dass frühere ukrainische HIMARS-Angriffe für die Katastrophe verantwortlich seien.
Die russische Besatzung verwehrt UN-Beobachtern den Zugang und begründet dies mit Sicherheitsproblemen: Es sei unter anderem schwer, ihre Sicherheit zu gewährleisten, sagte der Pressesprecher des russischen Präsidenten, Dmitri Peskow. Auch angeblichen ukrainischen Beschuss gab er als Grund an.

### Internationale Reaktionen
Der NATO-Generalsekretär Jens Stoltenberg verurteilte die Zerstörung des Kachowka-Staudamms: „Die heutige Zerstörung des Kachowka-Staudamms gefährdet Tausende Zivilisten und verursacht schwere Umweltschäden. Das ist eine ungeheuerliche Tat, die einmal mehr die Brutalität des russischen Krieges in der Ukraine zeigt.“
Der deutsche Bundeskanzler Olaf Scholz sieht in dem Angriff auf den Staudamm „eine neue Dimension“ des Krieges. Die Beschädigung sei etwas, „das zu der Art und Weise passt, wie Putin diesen Krieg führt“.
Der EU-Ratspräsident Charles Michel erklärte auf Twitter, er sei „schockiert über den beispiellosen Angriff auf den Nowa-Kachowka-Staudamm.“ Und weiter: „Die Zerstörung ziviler Infrastruktur gilt eindeutig als Kriegsverbrechen – und wir werden Russland und seine Stellvertreter zur Rechenschaft ziehen.“
Der tschechische Außenminister Jan Lipavský warf der Führung in Moskau vor, die Grenzen ihrer Aggression immer weiter zu verschieben. „Der Angriff auf den Staudamm von Nowa Kachowka oberhalb von bewohnten Gebieten ist vergleichbar mit dem Einsatz von Massenvernichtungswaffen gegen Zivilisten“, schrieb er auf Twitter. Der türkische Präsident Recep Tayyip Erdoğan sprach sich einen Tag nach der Zerstörung dafür aus, eine internationale Untersuchungskommission einzurichten. Diese Kommission könnte laut seinem Vorschlag aus Experten der Vereinten Nationen und türkischen, russischen und ukrainischen Vertretern bestehen und ähnlich wie das Getreideformat aufgebaut sein.
Die Nutzung von Wasserressourcen und Wasserinfrastruktur als Mittel der Kriegsführung sind nicht ausdrücklich im humanitären Völkerrecht (IHL) geregelt. Die Genfer Grundsätze zum Schutz der Wasserinfrastruktur besagen, dass Konfliktparteien davon absehen sollen, Wasserinfrastruktur und wasserbezogene Infrastruktur als Mittel der Kriegsführung zu nutzen. Der Damm war eingestuft als Objekt, das für das Überleben der Zivilbevölkerung von großer Bedeutung ist, und genoss besonderen Schutz bezüglich der Vorschriften zum Schutz der natürlichen Umwelt.

### Humanitäre Hilfe
In Folge der Katastrophe kündigte Martin Griffiths, Leiter des Amts der Vereinten Nationen für die Koordinierung humanitärer Angelegenheiten (OCHA), einen Drei-Stufen-Plan an, der sich zunächst der Evakuierung und Versorgung unmittelbar Betroffener widmen soll. Anschließend solle die Trinkwasserversorgung für etwa 700.000 Betroffene bereitgestellt und Folgeschocks auf die Nahrungsmittelversorgung und Ernährungssicherheit weltweit gelindert werden.
Staatliche und private Hilfsorganisationen begannen Hilfsgüter und technisches Gerät zu entsenden. Europäische Staaten stellten dem ukrainischen Staatlichen Dienst für Notfallsituationen (DSNS) Güter durch den EU-Zivilschutzmechanismus bereit. Das deutsche Technische Hilfswerk (THW) lieferte Stromerzeuger, Wasserfilter und Unterkünfte. Österreich lieferte unter anderem Tauchpumpen, IBCs und Boote (Stand: 13. Juni 2023).
Die Vereinten Nationen gaben am 18. Juni bekannt, dass Russland ihr Ersuchen um Zugang zu den von ihm besetzten Gebieten zur Bereitstellung humanitärer Hilfe abgelehnt hatte. Die Vereinten Nationen forderten die russischen Behörden auf, ihren Verpflichtungen aus dem humanitären Völkerrecht nachzukommen.
Laut Wolodymyr Selenskyj beschossen „russische Terroristen“ ukrainische Rettungskräfte. Er beschuldigte auch das Rote Kreuz, zu wenig gegen die humanitäre Katastrophe zu unternehmen. Das Rote Kreuz wies die Vorwürfe zurück; es seien hunderte Rettungskräfte im Einsatz.

## Funde nach der Trockenlegung des Stausees
Zwei Wochen nach dem Dammbruch war das Wasser aus dem Stausee weitgehend verschwunden. Aufnahmen der europäischen Erdbeobachtungssatelliten Sentinel-2 zeigen mittlerweile weite ausgedehnte, trocken gefallene Flächen. Der verbliebene Flusslauf des Dnipro zieht sich mit zahlreichen Windungen durch das freigelegte Gebiet. Mit Stand 20. Juni 2023 war der Dnipro unmittelbar nördlich des zerstörten Kachowka-Staudamms an einzelnen Stellen nur noch knapp über 300 Meter breit. Vor der Dammsprengung am 6. Juni waren es an der gleichen Stelle noch etwas über vier Kilometer von einem Ufer zum anderen. Der freigelegte Boden des Stausees war sehr locker und teilweise sehr schlammig, verfestigte sich aber mit der Zeit. Am 20. Juni war die Wasseroberfläche des Stausees auf 509 km² geschrumpft, weniger als ein Viertel seiner früheren Fläche, es entsteht immer mehr eine Wüste.
Der Leiter des Fachbereichs Geografie und Ökologie an der Universität Cherson, Olexij Dawydow, warnte vor Erdrutschen und aufgrund der Massenumverteilung vor Erdbeben, was allerdings keine unmittelbare Bedrohung darstellen würde.
Es kamen Munition, Waffen, Helme und angeblich menschliche Skelette aus den Kämpfen des Zweiten Weltkriegs zum Vorschein. Der Volksbund Deutsche Kriegsgräberfürsorge erklärte, es werde geprüft, ob Friedhöfe der Wehrmacht angelegt wurden, die bisher nicht erreichbar waren. Der „Umbettungsdienst“ in der Ukraine sei informiert worden und werde mit der Bergung der Überreste beginnen, sobald die Lage es zulasse. Bereits 2017 wurden die Überreste von 154 deutschen Soldaten in Kachowka geborgen. Von August bis Dezember 1943 fand in der Gegend die Schlacht am Dnepr statt, die die Fortsetzung der sowjetischen Sommeroffensive darstellte. Der Kachowkaer Stausee entstand von 1955 bis 1958. Durch die Absenkung des Wasserspiegels aufgrund der Zerstörung des Staudamms sind am oberen Ende des Stausees Dutzende nicht explodierte Fliegerbomben zum Vorschein gekommen, die von Jagdflugzeugen und Bombern der deutschen Luftwaffe im Zweiten Weltkrieg über dem Gebiet abgeworfen worden waren. Die deutsche Wehrmacht hatte zunächst geplant, von den metallurgischen Fabriken in Saporischschja zu profitieren, diese bei ihrem Rückzug aus der Sowjetunion im Jahr 1943 dann allerdings zerstört. Zwischen den Uferstädten Kachowka (russisch besetzt) und Beryslaw (ukrainisch) tauchte zwischen dem 20. und dem 23. Juni eine Brücke über einen alten Nebenarm des Dnipro auf, auch eine frühere Verbindungsstraße kam wieder zum Vorschein. Bei Saporischschja am oberen Ende des Stausees kamen die Reste von Pfeilern einer Behelfsbrücke aus dem Jahr 1944 zum Vorschein. Die deutsche Wehrmacht hatte bei ihrem Rückzug alle Brücken in Saporischschja gesprengt. Daher ließ die Stadtverwaltung die Behelfsbrücke errichten, die den Wiederaufbau der Hauptbrücke ermöglichte. Am oberen Ende des Stausees tauchten Sprengkörper, Granaten, Minen und Teile von Granatwerfern auf, die anschließend von Seiten der Ukraine vernichtet wurden.

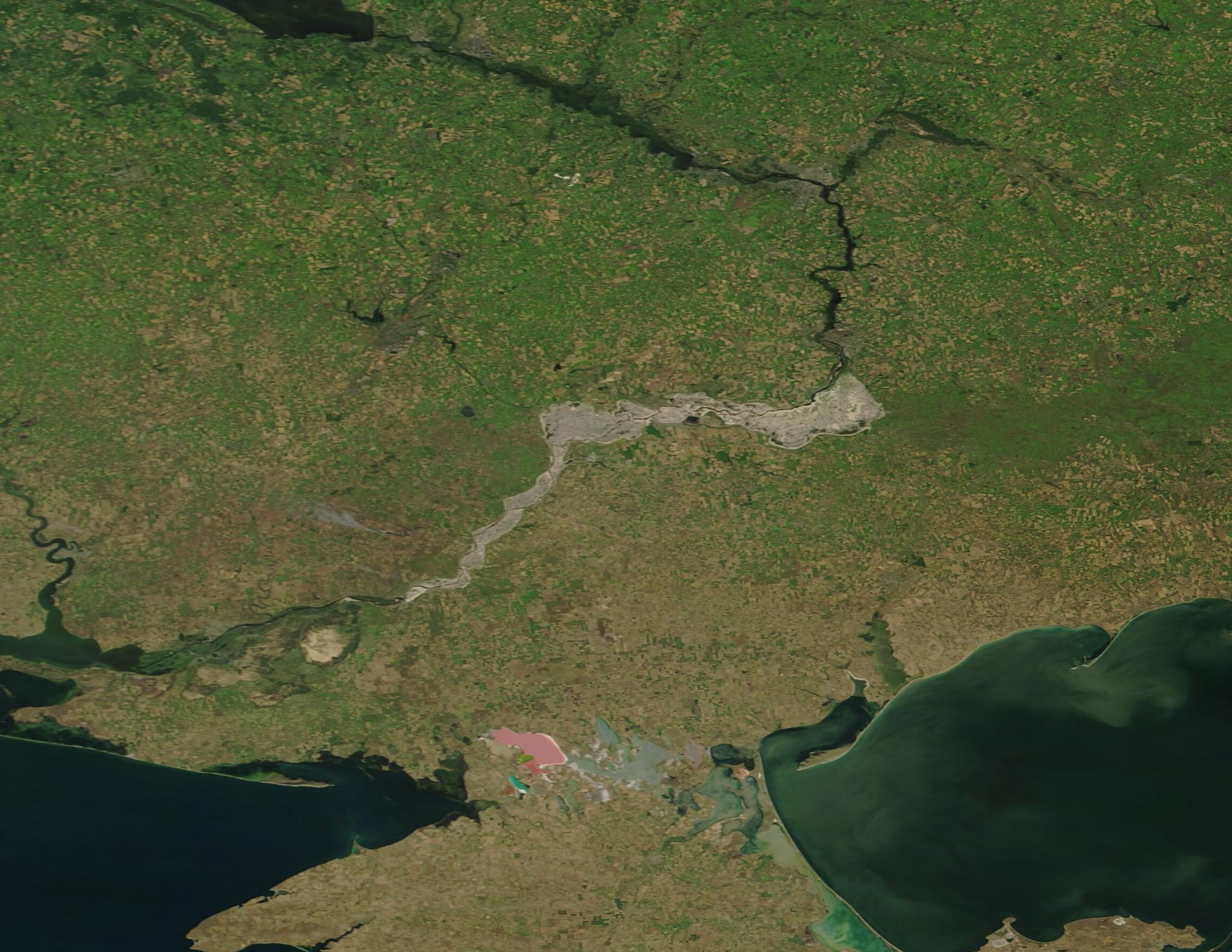
Kachowkaer Stausee am 6. August 2023; östlich des Stausees, in der Mitte des Bildes, ist ein grünes Band aus Pflanzen erkennbar, das die Frontlinie widerspiegelt

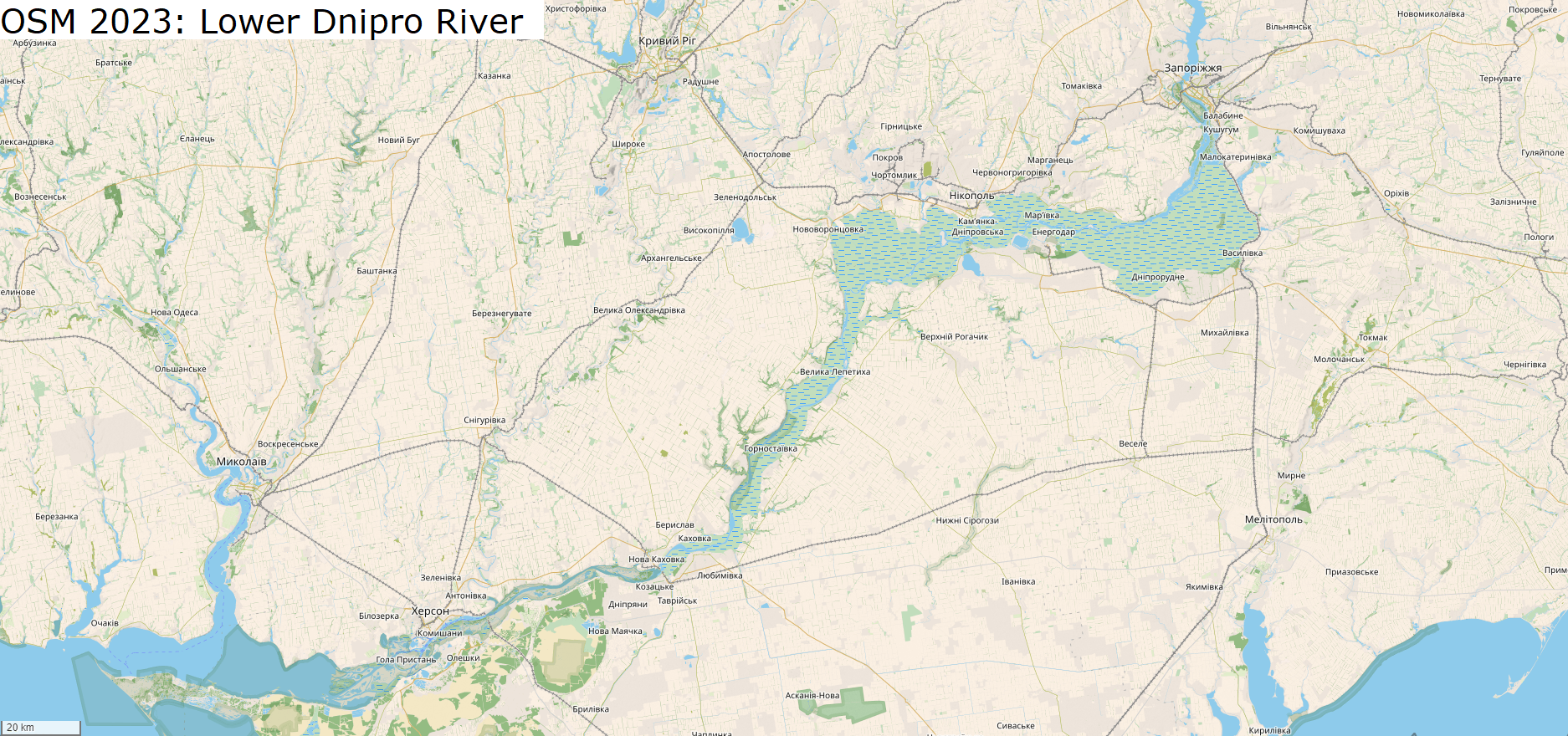
Karte der Sumpfgebiete im ehemaligen Kachowkaer Stausee und am Dnipro nach der Zerstörung des Kachowka-Staudamms

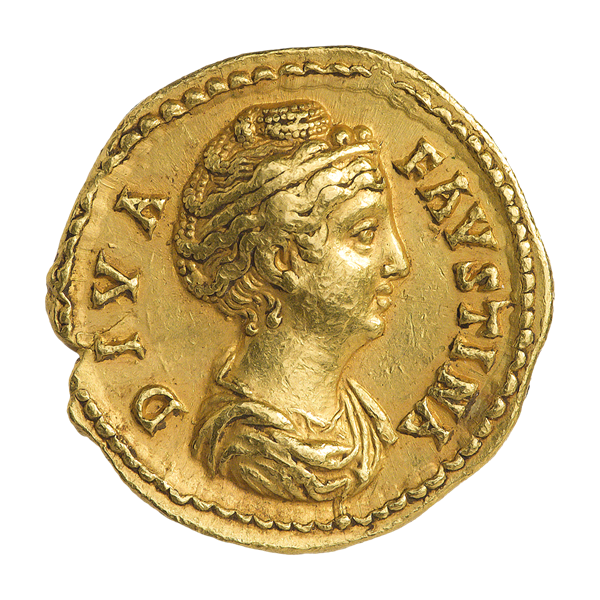
Es wurde ein Faustina-Denar aus Silber entdeckt; dieses Vergleichsstück zeigt das Porträt der älteren Faustina auf einer Goldmünze

Ein Forscher im Chortyzja-Nationalreservat und Gründer der Neuen Archäologischen Schule in Saporischschja, Oleh Tuboltsev, sagte, dass das Austrocknen des Kachowkaer Stausees zu einem „archäologischen Boom“ führen könnte. Der größte Teil des Gebiets ist derzeit für Forscher unzugänglich, da russische Truppen den größten Teil des linken und östlichen Ufers des Stausees besetzt haben; nur am obersten Teil des Stausees bei Saporischschja sind beide Ufer in ukrainischer Hand. Es kamen Feuersteine aus dem Russisch-Osmanischen Krieg des 19. Jahrhunderts oder aus der Steinzeit sowie Teile von Gebäuden, Schiffen, Waffen, verschiedene Musketen- und Pistolenkugeln sowie Kanonenkugeln aus der Zeit der Kosaken im 17. und 18. Jahrhundert und des Russischen Reiches zum Vorschein, darunter Überreste der von Saporoger Kosaken errichteten Pokrovska-Sich-Kirche aus dem 18. Jahrhundert. Am Ufer von Chortyzja, der größten Insel im Dnipro am oberen Ende des Stausees, tauchten das Wrack eines Einbaumbootes aus Eichenholz und andere Artefakte aus früheren Jahrhunderten auf. Das Alter des Einbaumbootes wird auf 500 Jahre geschätzt. Es könnte aber auch mit einer vorkosakischen Siedlung in Verbindung stehen, die vom 10. bis 14. Jahrhundert auf der Insel existierte. Das Einbaumboot ist sieben Meter lang und 80 Zentimeter breit und zu 70 Prozent intakt. Wie der Historiker Vyacheslav Sarychev erklärte, wurden solche Boote sowohl in der Gegend als auch in anderen Ländern entdeckt. Es ist geplant, das Boot zu konservieren und in einem Museum auszustellen. Das Einbaumboot ist ein direkter Vorfahre der frühen Chaika (Holzboot, das einen Mast und ein Segel haben konnte). Holzproben des Einbaumbootes wurden zur Radiokarbondatierung nach Polen geschickt, um sein Alter zu bestimmen. Es wurden Fragmente mittelalterlicher Flaschen und sogar Impaktglas entdeckt. Es wurden weitere Holzboote aus der Kosakenzeit gefunden, mit dem die Saporoger Kosaken Fracht auf dem Dnipro transportierten. Es wurden wertvolle Silbermünzen entdeckt, wie der Faustina-Denar, der mit der Tschernjachow-Kultur verbunden ist, die Verbindungen zum Römischen Reich hatte. Es wurden Gegenstände aus der byzantinischen Zeit, Keramikscherben (Töpferwaren) mit Mustern oder Stempel aus der Zeit des antiken Griechenlands und der Bronzezeit sowie Teile von Steinäxten, die mindestens 1.000 Jahre alt sind, gefunden. Es wurden Artefakte aus der Zeit der Dnjepr-Donez-Kultur aus der Jungsteinzeit (Linearbandkeramische Kultur) und sogar Artefakte aus der Altsteinzeit und Mammutknochen gefunden.
Auf dem trockengelegten Seegrund waren Plünderer und Schatzsucher unterwegs, zum Teil mit Metalldetektoren ausgerüstet, sodass das ukrainische Kulturministerium sich zu dem Hinweis veranlasst sah, dass das Einsammeln archäologischer Objekte verboten ist. Auch der Vorsitzende des Ukrainischen Archäologenverbandes Yevhen Synytsia beklagte, dass die Plünderung der Objekte ein ernsthaftes Problem darstelle, zumal illegaler Handel damit betrieben werde.
Chaotische Ausgrabungen können die Archäologen behindern, die Funde und Fundorte beschreiben, um ein vollständiges Bild zu erstellen. Nach dem Beschluss des Exekutivkomitees des Regionalrats von Saporischschja vom 11. Juli 1989 sind der Dnipro und sein Grund ein Denkmal der lokalen Archäologie. In einer Bucht des Nebenflusses Kuschuhum in der Nähe der Siedlung Balabyne bei Saporischschja am oberen Ende des Stausees tauchten die Überreste eines Waldes auf, der beim Bau des Kachowka-Staudamms abgeholzt wurde. In der Stadt Saporischschja ist durch die Auswirkungen des Niedrigwassers ein neuer Strand entstanden, der zu einer Attraktion für die Anwohner geworden ist.

## Historische Präzedenzfälle
Als die deutsche Wehrmacht durch die Ukraine vorrückte, sprengte die Rote Armee im August 1941 die Staumauer DniproHES des oberhalb von Saporischschja gelegenen Stausees, um den deutschen Vormarsch zu verlangsamen. Durch den Bruch wurden Dörfer entlang des Dnipro überschwemmt. Historiker schätzen die Gesamtzahl der Todesopfer an Soldaten und Zivilisten in diesem Gebiet auf 20.000 bis 100.000.
Die Deutschen bauten den Damm bis 1943 wieder auf; bei ihrem Rückzug im Herbst 1943 wurde er, diesmal von ihnen, erneut gesprengt. Die Rote Armee hatte durch die Damm-Sprengung 1941 den Vormarsch der Wehrmacht nicht wesentlich aufhalten können. Mögliche Gegenoffensiven waren nicht wesentlich von den Folgen der Damm-Zerstörung betroffen. Durch die Überflutung in der Region wurde lediglich der Vormarsch verlangsamt.